# 勇者ああああ
『勇者ああああ〜ゲーム知識ゼロでもなんとなく見られるゲーム番組〜』（ゆうしゃああああ〜ゲームちしきゼロでもなんとなくみられるゲームばんぐみ〜）は、2017年4月7日（6日深夜）から2021年3月27日までテレビ東京系で放送されていたバラエティ番組。通称「勇者ああああ」。スクウェア・エニックス一社提供番組。　

## 概要
「ゲームの面白さが何となくでもいいから伝わればいい」をテーマに、ゲームを軸に据えた企画を、MCのアルコ＆ピースがゲストと共に攻略していくゲームバラエティ番組である。
アルコ＆ピースは、2016年にニコニコ生放送で配信されたテレビ東京の本社移転プロジェクトに関連したインターネット番組「『テレ東世論調査』爆誕！ニコ生支部〜アルコ＆ピースがテレ東への不満を受け付けます〜」でMCを担当、「若者からの支持が熱い」という評判を踏まえて新番組のMCに抜擢された。
また、番組のナレーターは三四郎の相田周二が務めている。
企画に関しては「ゲームが絡んでいれば基本なんでもあり」なので、電流チャレンジ、対決企画、オーディション企画など様々なジャンルが存在する。また、司会のアルコ&ピースの芸風で尖った発言をすることが多いことから、発言の内容によっては翌週の放送の冒頭に謝罪を入れることもある。
放送終了後、テレビ東京「ネットもテレ東」、TVer、ニコニコ動画、GYAO!にて最新話を1週間限定で無料ネット配信している。
提供クレジットや番組宣伝CMなどで、ヤバイTシャツ屋さんの「あつまれ！パーティーピーポー」が使用されている。
スクウェア・エニックスが企画プロデュースしていた池袋のシアターカフェ＆ダイニングSTORIA（ストーリア）で番組収録が行なわれることが多かったが、ストーリアは2020年3月29日をもって閉店した。
2020年10月3日から放送時間を土曜日 22:30 - 23:00のプライムタイムかつ全国ネット枠に移動して放送。
2021年3月5日、テレビ東京の4月改編情報が発表され、当番組が3月オンエア分で終了することが発表された。
同年3月13日の放送で、春からは有料配信番組として「細々とやっていく予定」であることが発表され、同年4月からは月1ペースで『勇者ああああ HP1』というタイトルで配信ライブを行っている。
2021年11月11日からは番組スポンサーだったスクウェア・エニックスのYouTubeチャンネル内で『狩野英孝のクリティカノヒット』が配信されている（酒井と岐部がレギュラー出演）。

## 出演者

### レギュラー
- MC - アルコ&ピース（平子祐希・酒井健太）
- ナレーション - 相田周二（三四郎）

### 主な準レギュラー

#### 芸人
- ノブオ（ペンギンズ）
- ラブレターズ
- ハチミツ二郎（東京ダイナマイト）
- 野田クリスタル（マヂカルラブリー）
- ハリウッドザコシショウ
- しずる
- GAG
- ヤマグチクエスト [注 4]
- さらば青春の光
- 松崎克俊（元・やさしい雨）
- ザ・ギース
- ウエストランド
- ニューヨーク
- マシンガンズ
- はんにゃ
- オズワルド
- 板倉俊之（インパルス）
- クールポコ。 [注 5]
- ですよ。
- ムーシー藤田（ななまがり・森下直人）

#### その他
- 板橋ザンギエフ [注 6]（プロ格闘ゲームプレイヤー)
- 岐部昌幸 [注 7]（放送作家・番組構成作家)
- 田口尚平 [注 8]（テレビ東京元アナウンサー)
- 園山真希絵 [注 9](料理研究家)
- AKIRA [注 10]（池袋ゲーセンミカド IN ランブルプラザ店員)
- 古川洋平 [注 11]（クイズ法人 カプリティオ代表)
- ひろせひろせ [注 12]（神泉系バンド フレンズのメンバー）
- 水沢柚乃 [注 13]（グラビアアイドル）
- 及川浩一 [注 14]（初代スマブラ名人）

## 放送リスト

### 2017年（深夜時代）
| #  | 放送日         | 放送内容                                                        | ゲーム | ゲスト                                                                                           | 備考 |
| -- | -------------- | --------------------------------------------------------------- | --- | ------------------------------------------------------------------------------------------------ | --- |
| 0  | 3月9日 23:00 - | 爆誕！勇者ああああ#0 ～とりま名前だけでも覚えて帰ってください～ | 爆誕！勇者ああああ#0 ～とりま名前だけでも覚えて帰ってください～                                                                                   | 爆誕！勇者ああああ#0 ～とりま名前だけでも覚えて帰ってください～                                  | 本放送前に5つの多面プラットフォームでライブ配信された。 - ニコニコ生放送 - LINE LIVE - YouTube Live - Twitter(Periscope) - FacebookLIVE アーカイブ動画（YouTube）                            |
| 1  | 4月7日         | コマンド危機一髪                                                | ストリートファイターII | 鈴木拓（ドランクドラゴン）、アイアム野田（鬼ヶ島）                                               | 「芸能界ゲーム風紀委員」で平子が『F1レース』のBGMとして口ずさんだメロディが実際は『エキサイトバイク』のBGMだったため翌週の冒頭に謝罪。                                                       |
| 1  | 4月7日         | 芸能界ゲーム風紀委員                                            | マリオカート64 | 穂川果音                                                                                         | 「芸能界ゲーム風紀委員」で平子が『F1レース』のBGMとして口ずさんだメロディが実際は『エキサイトバイク』のBGMだったため翌週の冒頭に謝罪。                                                       |
| 1  | 4月7日         | ゲーム芸人公開オーディション                                    | | 旭川グリーンボーイズ、東京ホテイソン、小石田純一、ぼびぼびお                                     | 「芸能界ゲーム風紀委員」で平子が『F1レース』のBGMとして口ずさんだメロディが実際は『エキサイトバイク』のBGMだったため翌週の冒頭に謝罪。                                                       |
| 2  | 4月14日        | その道のプロゲーマー                                            | The House of the Dead 2 | クレー射撃VS猟師                                                                                 | 「その道のプロゲーマー」で平子が口にした『ミストバーン方式』という喩えが正確には『キルバーン方式』だったとして#5の冒頭に謝罪。                                                               |
| 2  | 4月14日        | 芸能界ゲーム風紀委員                                            | スーパーストリートファイターII | 石田晴香（声優）                                                                                 | 「その道のプロゲーマー」で平子が口にした『ミストバーン方式』という喩えが正確には『キルバーン方式』だったとして#5の冒頭に謝罪。                                                               |
| 3  | 4月21日        | コマンド危機一髪                                                | マリオカート64 | 鈴木拓（ドランクドラゴン）、アイアム野田（鬼ヶ島）                                               | |
| 3  | 4月21日        | 芸能界ゲーム風紀委員                                            | ぷよぷよテトリス | 沙倉しずか                                                                                       | |
| 3  | 4月21日        | ゲーム芸人公開オーディション                                    | | ぽ〜くちょっぷ、お侍ちゃん                                                                       | |
| 4  | 4月28日        | ワンコンタッグマッチ                                            | テトリス | ラブレターズ（溜口佑太朗・塚本直毅）                                                             | |
| 4  | 4月28日        | ゲーム芸人公開オーディション                                    | | アイデンティティ、Gたかし、小出あかり                                                            | |
| 5  | 5月5日         | コマンド危機一髪                                                | 魔界村 | カミナリ（竹内まなぶ・石田たくみ）                                                               | |
| 5  | 5月5日         | 世界一豪華なゲーム実況                                          | バイオハザード7 | ゆうぞう、ほいけんた                                                                             | |
| 6  | 5月12日        | コマンド危機一髪                                                | アトランチスの謎 | カミナリ                                                                                         | |
| 6  | 5月12日        | ゲーム芸人公開オーディション                                    | | パニーニ、新作のハーモニカ、FREE MONKEY竹澤、ハドソンズ（小石田純一、ぼびぼびお）                | |
| 6  | 5月12日        | ワンコンタッグマッチ                                            | ロックマン2 Dr.ワイリーの謎 | ラブレターズ                                                                                     | |
| 7  | 5月19日        | 芸能界ゲーム風紀委員                                            | マリオカート8 | 長澤茉里奈                                                                                       | |
| 7  | 5月19日        | ワンコンタッグマッチ                                            | スーパーモンキーボール | チョコレートプラネット（長田庄平・松尾駿）                                                       | |
| 8  | 5月26日        | 芸能界ゲーム風紀委員                                            | ぷよぷよテトリス | 咲山しほ                                                                                         | 「芸能界ゲーム風紀委員」のゲーム対決で酒井が初めて敗北。 |
| 8  | 5月26日        | ゲーマーの異常な愛情                                            | リンダキューブ アゲイン ゼルダの伝説 ムジュラの仮面                                                                                               | ヤマグチクエスト、柿本たいき（ごりあて）                                                         | 「芸能界ゲーム風紀委員」のゲーム対決で酒井が初めて敗北。 |
| 9  | 6月2日         | 世界一豪華なゲーム実況                                          | バイオハザード7 | むらせ、ゴジーラ久山                                                                             | |
| 9  | 6月2日         | ワンコンタッグマッチ                                            | スペランカー | モグライダー（芝大輔・ともしげ）                                                                 | |
| 10 | 6月9日         | コマンド危機一髪                                                | ストリートファイターII | スーパーマラドーナ（武智・田中一彦）                                                             | |
| 10 | 6月9日         | ゲーマーの異常な愛情                                            | 鈴木爆発 | サツマカワRPG                                                                                    | |
| 10 | 6月9日         | ゲーム芸人公開オーディション                                    | | ガーリィレコード、ウエストランド、ゆーびーむ☆                                                    | |
| 11 | 6月16日        | コマンド危機一髪                                                | 餓狼伝説スペシャル | 鬼越トマホーク（金野博和・坂井良多）、アキラ                                                     | 「コマンド危機一髪」に高田馬場のゲームセンター「ミカド」の常連客・アキラ（一般人、現在はミカド池袋店に勤務）が助っ人として参戦。放送後、ミカドでもこの企画を基にしたイベントが行われていた。 |
| 11 | 6月16日        | ワンコンタッグマッチ                                            | ソニック・ザ・ヘッジホッグ | ニューヨーク（嶋佐和也・屋敷裕政）                                                               | 「コマンド危機一髪」に高田馬場のゲームセンター「ミカド」の常連客・アキラ（一般人、現在はミカド池袋店に勤務）が助っ人として参戦。放送後、ミカドでもこの企画を基にしたイベントが行われていた。 |
| 12 | 6月23日        | アルピー酒井VS板ザン 夢の直接対決                               | ストリートファイターV | 板橋ザンギエフ、森保さな                                                                         | 2017年6月10日にeスポーツ大会『RAGE GRAND FINALS』の会場で行われた番組初の公開収録の模様を放送。                                                                                              |
| 12 | 6月23日        | ゲーム芸人公開オーディション                                    | | ビックスモールン（ゴン、チロ）、浜村凡平、あしとみしんご                                         | 2017年6月10日にeスポーツ大会『RAGE GRAND FINALS』の会場で行われた番組初の公開収録の模様を放送。                                                                                              |
| 13 | 6月30日        | ゲーマーの異常な愛情                                            | moon | ヤマグチクエスト                                                                                 | 「ワンコンタッグマッチ」では当初『I.Q』で対決したが、盛り上がりに欠けたため急遽『ソニック・ザ・ヘッジホッグ』で追加対決を行った。                                                            |
| 13 | 6月30日        | ワンコンタッグマッチ                                            | I.Q ソニック・ザ・ヘッジホッグ | うしろシティ（金子学・阿諏訪泰義）                                                               | 「ワンコンタッグマッチ」では当初『I.Q』で対決したが、盛り上がりに欠けたため急遽『ソニック・ザ・ヘッジホッグ』で追加対決を行った。                                                            |
| 14 | 7月7日         | コマンド危機一髪                                                | 真SAMURAI SPIRITS 覇王丸地獄変 | マシンガンズ（滝沢秀一・西堀亮）、アキラ                                                         | 「コマンド危機一髪」で虚偽のリアクションを取った上、電流への異常な耐性を持つことが発覚したマシンガンズ西堀に出入禁止処分が通告された。                                                       |
| 14 | 7月7日         | クイズ クロスフェード                                           | 迷宮の達人 大迷路 スクウェアのトム・ソーヤ 星のカービィ 夢の泉の物語 ロックマン4 新たなる野望!! ロックマン5 ブルースの罠!? キャッ党忍伝てやんでえ | 鬼ヶ島（アイアム野田・おおかわら・和田貴志）                                                     | 「コマンド危機一髪」で虚偽のリアクションを取った上、電流への異常な耐性を持つことが発覚したマシンガンズ西堀に出入禁止処分が通告された。                                                       |
| 15 | 7月14日        | 芸能界ゲーム風紀委員                                            | ARMS | 水沢柚乃                                                                                         | |
| 15 | 7月14日        | ゲーマーの異常な愛情                                            | ワンダと巨像 ゼルダの伝説 ムジュラの仮面 | ヤマグチクエスト、柿本たいき（ごりあて）                                                         | |
| 16 | 7月21日        | コマンド危機一髪                                                | スーパーマリオブラザーズ | 馬鹿よ貴方は（新道竜巳・平井“ファラオ”光）、アキラ、八丁                                         | 「コマンド危機一髪」にアキラの付き添いで来ていた八丁（一般人）が助っ人として登場。 |
| 16 | 7月21日        | 芸能界ゲーム風紀委員                                            | 大乱闘スマッシュブラザーズ for Wii U | RaMu                                                                                             | 「コマンド危機一髪」にアキラの付き添いで来ていた八丁（一般人）が助っ人として登場。 |
| 16 | 7月21日        | ゲーム芸人公開オーディション                                    | | 田畑藤本、卯月、GO!皆川                                                                          | 「コマンド危機一髪」にアキラの付き添いで来ていた八丁（一般人）が助っ人として登場。 |
| 17 | 7月28日        | 芸能界ゲーム風紀委員                                            | 鉄拳3 | 林あやの                                                                                         | |
| 17 | 7月28日        | コマンド危機一髪                                                | 餓狼伝説スペシャル | インポッシブル（井元英志・蛭川慎太郎）                                                           | |
| 17 | 7月28日        | ゲーム芸人公開オーディション                                    | | ぽ～くちょっぷ、真空ジェシカ、ガッチキール                                                       | |
| 18 | 8月4日         | クイズ クロスフェード                                           | ゼルダの伝説1 ヨッシーのたまご 大工の源さん ファイナルファンタジーI・II ベスト競馬 ダービースタリオン マッピーキッズ                              | ハリウッドザコシショウ、GO!皆川                                                                  | |
| 18 | 8月4日         | ゲーマーの異常な愛情                                            | 俺の屍を越えてゆけ | ヤマグチクエスト、桝田省治                                                                       | |
| 19 | 8月11日        | コマンド危機一髪                                                | 星のカービィ スーパーデラックス | 髭男爵（山田ルイ53世・ひぐち君）                                                                 | |
| 19 | 8月11日        | 世界一豪華なゲーム実況                                          | 龍が如く6 命の詩。 | Gたかし、佐竹正史（ビスケッティ）                                                                | |
| 20 | 8月18日        | コマンド危機一髪                                                | ストリートファイターV | とろサーモン（久保田和靖・村田秀亮）、アキラ                                                     | |
| 20 | 8月18日        | 女の子と楽しくゲームしよう選手権                                | かまいたちの夜 パラッパラッパー | チョコレートプラネット、モグライダー                                                             | |
| 21 | 8月25日        | 女の子と楽しくゲームしよう選手権                                | ぷよぷよテトリス ロコロコ | チョコレートプラネット、モグライダー                                                             | |
| 21 | 8月25日        | ゲーマーの異常な愛情                                            | サクラ大戦2 | 松崎克俊（やさしい雨）                                                                           | |
| 22 | 9月1日         | 「EVO2017」潜入レポート                                         | ストリートファイターV | 柿本たいき（ごりあて）                                                                           | |
| 22 | 9月1日         | 女の子と楽しくゲームしよう選手権                                | ダウンタウン熱血行進曲 それゆけ大運動会 | チョコレートプラネット、モグライダー                                                             | |
| 23 | 9月8日         | 「EVO2017」潜入レポート                                         | ストリートファイターV | 柿本たいき（ごりあて）                                                                           | |
| 23 | 9月8日         | 世界一豪華なゲーム実況                                          | バイオハザード7 | 田島直弥（アイデンティティ）                                                                     | |
| 24 | 9月15日        | 「EVO2017」潜入レポート                                         | 大乱闘スマッシュブラザーズDX ストリートファイターV                                                                                                | 柿本たいき（ごりあて）、ときど                                                                   | |
| 25 | 9月22日        | ドキュメント女のゲーム自慢                                      | SOUND VOLTEX | 水沢柚乃                                                                                         | |
| 25 | 9月22日        | ゲーマーの異常な愛情                                            | 428 〜封鎖された渋谷で〜 | ヤマグチクエスト                                                                                 | |
| 26 | 9月29日        | RIFUJIN FIGHTING FEDERATION                                     | スーパーボンバーマン R | ラブレターズ                                                                                     | |
| 26 | 9月29日        | 世界一豪華なゲーム実況                                          | ぼくのなつやすみ3 -北国篇- 小さなボクの大草原 | BBゴロー                                                                                         | |
| 26 | 9月29日        | ゲーム芸人公開オーディション                                    | | 伊藤広大（こりゃめでてーな）、イチキップリン、玉城泰拙（セブンbyセブン）、さんだる、夕暮れランプ | |
| 27 | 10月6日        | コマンド危機一髪                                                | スーパーマリオRPG | お侍ちゃん、ルシファー吉岡、アキラ                                                               | |
| 27 | 10月6日        | ゲーム芸人公開オーディション                                    | | アモーレ橋本、THE GREATEST HITS、ママタルト                                                      | |
| 27 | 10月6日        | ゲーマーの異常な愛情                                            | ボクと魔王 | ヤマグチクエスト                                                                                 | |
| 28 | 10月13日       | すごいゲーマーさん達とスーパーハンデマッチ                      | グランツーリスモSPORT ウイニングイレブン 2018 | 高橋拓也、まやげか、ペンギンズ（吉間洋平・ナオ）                                                 | 2017年9月24日に『東京ゲームショウ2017』のスペシャルステージで行われた公開収録の模様を放送。                                                                                                  |
| 29 | 10月20日       | すごいゲーマーさん達とスーパーハンデマッチ                      | ストリートファイターV | 板橋ザンギエフ、アキラ                                                                           | 2017年9月24日に『東京ゲームショウ2017』のスペシャルステージで行われた公開収録の模様を放送。                                                                                                  |
| 29 | 10月20日       | コマンド危機一髪                                                | がんばれゴエモン きらきら道中〜僕がダンサーになった理由〜                                                                                         | エルシャラカーニ（セイワ太一、山本しろう）                                                       | |
| 30 | 10月27日       | VSプロゲーマー これなら一勝できる!                              | マーベル VS. カプコン:インフィニット 餓狼伝説スペシャル エアガイツ ファイターズメガミックス                                                       | 板橋ザンギエフ、あずこ                                                                           | 収録現場に来ていた板橋ザンギエフのマネージャー・あずこが『エアガイツ』マニアだったため、板橋ザンギエフと対戦した。                                                                           |
| 31 | 11月3日        | コマンド危機一髪                                                | ストリートファイターII | ニューヨーク                                                                                     | |
| 31 | 11月3日        | クイズ クロスフェード                                           | スーパーゲームボーイ2 スーパーファミリーゲレンデ ときめきメモリアル 伝説の樹の下で ロックマン&フォルテ 糸井重里のバス釣りNo.1 牧場物語            | ハリウッドザコシショウ、ハチミツ二郎（東京ダイナマイト）                                         | |
| 32 | 11月10日       | RIFUJIN FIGHTING FEDERATION                                     | マリオパーティ10 | サツマカワRPG、西堀亮（マシンガンズ）                                                            | |
| 32 | 11月10日       | 東京ゲームショウのおまけ映像                                    | | 柿本たいき（ごりあて）、バイきんぐ（小峠英二・西村瑞樹）                                         | |
| 33 | 11月17日       | 世界一豪華なゲーム実況                                          | 零 濡鴉ノ巫女 | ガリベンズ矢野                                                                                   | |
| 33 | 11月17日       | RIFUJIN FIGHTING FEDERATION                                     | マリオカート8 デラックス | ラブレターズ                                                                                     | |
| 34 | 11月24日       | VSプロゲーマー これなら一勝できる!                              | FIFA 18 爆裂サッカー ロックマンズサッカー 熱血高校ドッジボール部 サッカー編                                                                       | マイキー                                                                                         | |
| 35 | 12月1日        | 芸能界鉄道風紀委員                                              | 電車でGO!! | 吉川正洋（ダーリンハニー）、大利弥里                                                             | |
| 35 | 12月1日        | 世界一豪華なゲーム実況                                          | 龍が如く6 命の詩。 | 赤枝卓                                                                                           | |
| 36 | 12月8日        | RIFUJIN FIGHTING FEDERATION                                     | スーパーワギャンランド2 | ペンギンズ（アニキ・ノブオ）                                                                     | |
| 36 | 12月8日        | ドキュメント女のゲーム自慢                                      | BLAZBLUE CENTRALFICTION | 永遠の弐拾五（斉藤あゆみ・もんじ）                                                               | |
| 37 | 12月15日       | コマンド危機一髪                                                | スーパーマリオワールド | パンサー（菅良太郎・向井慧・尾形貴弘）                                                           | |
| 37 | 12月15日       | 芸能界鉄道風紀委員                                              | 電車でGO!! | 吉川正洋（ダーリンハニー）、和地つかさ、嶋村杏樹                                                 | |
| 38 | 12月22日       | 勇者ああああ クロスフェード2017-2018                            | |                                                                                                  | |
| 38 | 12月22日       | 世界一豪華なゲーム実況                                          | バイオハザード7 | ゴジーラ久山                                                                                     | |

### 2018年（深夜時代）
| #  | 放送日                                         | 放送内容                                                         | ゲーム | ゲスト | 備考 |
| -- | ---------------------------------------------- | ---------------------------------------------------------------- | --- | --- | --- |
| 39 | 1月5日                                         | RIFUJIN FIGHTING FEDERATION                                      | マリオパーティ10 | ウエストランド（河本太・井口浩之） | |
| 39 | 1月5日                                         | ゲーム芸人公開オーディション                                     | | がっつきたいか、卯月、ともは | |
| 40 | 1月12日                                        | 天下一武道会                                                     | ARMS | R藤本、山本正剛（BAN BAN BAN）、千葉ドラゴン、アイデンティティ | |
| 40 | 1月12日                                        | コマンド危機一髪                                                 | New みんなのGOLF | マヂカルラブリー（野田クリスタル・村上） | |
| 41 | 1月19日                                        | VSプロゲーマー これなら一勝できる!                               | グランツーリスモSPORT 首都高バトルX チョコボレーシング 〜幻界へのロード〜 爆走デコトラ伝説 男花道夢浪漫スペシャル                                  | 冨林勇佑、五味侑也（シューマッハ） | |
| 42 | 1月26日                                        | VSプロゲーマー これなら一勝できる!                               | ぷよぷよテトリス スーパーパズルファイターIIX コラムス くにおのおでん                                                                               | くまちょむ、高木貫太（ストレッチーズ）、船引亮佑（ガクヅケ）、上仲誠彦（横浜ヨコハマ） | |
| 42 | 1月26日                                        | ゲーム芸人公開オーディション                                     | | THE GREATEST HITS、なおよし、お侍ちゃん | |
| 43 | 2月2日                                         | RIFUJIN FIGHTING FEDERATION 〜ロケの陣〜                         | スーパーワギャンランド2 | ニューヨーク、相田周二（三四郎）、山出雄大（ダークホース） | |
| 43 | 2月2日                                         | ゲーム芸人公開オーディション                                     | | 松崎克俊（やさしい雨）、スタンダップコーギー | |
| 特 | 『大勇者ああああ -eスポーツU-23選手権頂点祭-』 | 『大勇者ああああ -eスポーツU-23選手権頂点祭-』                   | 『大勇者ああああ -eスポーツU-23選手権頂点祭-』 | 『大勇者ああああ -eスポーツU-23選手権頂点祭-』 | 『大勇者ああああ -eスポーツU-23選手権頂点祭-』 |
| 特 | 2月4日 16:00 - 17:15                           | 全国大学“格ゲー”サークル対抗戦 〜勇者ああああ杯〜                | ストリートファイターV アーケードエディション | 渡部律貴、南幸聖、星野恭寛、湯浅圭介、Aru、瀧上伸一郎（流れ星） | |
| 特 | 2月4日 16:00 - 17:15                           | 30分ノーカット! 生でコマンド危機一髪                             | ストリートファイターII | ニューヨーク、ラブレターズ、瀧上伸一郎（流れ星） | |
| 特 | 2月4日 16:00 - 17:15                           | New みんなのGOLF 超名門ゴルフ部オープン!                         | New みんなのGOLF | 横溝武蔵、奥山純菜、髙澤理華、埋田愛都、髭男爵、梅村典子 | |
| 特 | 2月4日 16:00 - 17:15                           | ドラゴンクエスト ライバルズ 〜ドラクエクイズ王乱入トーナメント〜 | ドラゴンクエスト ライバルズ | kono-3、Lisha脂肪肝、それは～、にゃりあい、ヤマグチクエスト、二木達博 | |
| 44 | 2月9日                                         | RIFUJIN FIGHTING FEDERATION 〜ロケの陣〜                         | 星のカービィ スーパーデラックス | うしろシティ、モグライダー、羽原由佳、ゆーびーむ☆、長谷川剛史（ザ・ギンギンマル）、曇天三男坊、落合隆治（ぐりんぴーす）、柿本たいき（ごりあて）、ヤマグチクエスト                                      | お台場で一般人をスカウトしゲーム対決を行う企画で、偶然撮影班の前を通り掛かったアイドルグループ「PALET」のメンバー・羽原由佳が出演。収録日は2017年12月26日で、PALET解散の2日前だった。 |
| 45 | 2月16日                                        | 天下一武道会                                                     | ダウンタウン熱血行進曲 それゆけ大運動会 ～オールスタースペシャル～                                                                                 | R藤本、千葉ドラゴン、スタジオカドタ、アイデンティティ、タカタ先生 | |
| 45 | 2月16日                                        | RIFUJIN FIGHTING FEDERATION                                      | スーパーボンバーマン R | 瞬間メタル（タケタリーノ山口・前田ばっこー） | |
| 46 | 2月23日                                        | RIFUJIN FIGHTING FEDERATION 〜トーナメントの陣〜                 | 1-2-Switch | しずる（村上純・池田一真）、ザ・ギース（尾関高文・高佐一慈）、パーパー（ほしのディスコ・あいなぷぅ）、アキラ                                                                                           | |
| 47 | 3月2日                                         | ゲームガンジー選手権                                             | バイオハザード4 | 板倉俊之（インパルス）、山田ルイ53世（髭男爵） | |
| 47 | 3月2日                                         | ヒラコパーティ                                                   | おどる メイド イン ワリオ | ニューヨーク、ラブレターズ | |
| 48 | 3月9日                                         | クイズ クロスフェード                                            | ビブリボン せがれいじり モンスターファームジャンプ 俺の料理 SIMPLE1500シリーズ THE すもう SIMPLE1500シリーズ THE 迷路                              | ハリウッドザコシショウ、GO!皆川 | |
| 48 | 3月9日                                         | コマンド危機一髪                                                 | す〜ぱ〜なぞぷよ ルルーのルー | 東京ホテイソン（たける・ショーゴ） | |
| 49 | 3月16日                                        | 世界一豪華なゲーム実況                                           | グルーヴ地獄V 蚊 1-2-Switch ウイニングイレブン 2018                                                                                                | 伊藤広大（こりゃめでてーな）、Gたかし、アキラ、八丁 | |
| 49 | 3月16日                                        | ゲーム芸人公開オーディション                                     | | マツモトクラブ、ペコリーノ、ガクヅケ | |
| 50 | 3月23日                                        | ゲーマーの異常な愛情                                             | LIVE A LIVE 高機動幻想ガンパレード・マーチ モンスターファーム                                                                                      | ノブオ（ペンギンズ）、ヤマグチクエスト、落合隆治（ぐりんぴーす） | |
| 51 | 3月30日                                        | 格闘のプロゲーマー ベストバウトプレイバック                      | 餓狼伝説スペシャル | アキラ | |
| 52 | 4月6日                                         | VSクイズ王 これだけいれば勝てる!                                 | クイズマジックアカデミー | 古川洋平、藤本淳史（田畑藤本）、たかまつなな、松崎克俊（やさしい雨）、コジマジック、片岡正徳（オオカミ少年）、滝沢秀一（マシンガンズ）                                                                 | |
| 53 | 4月13日                                        | VSクイズ王 これだけいれば勝てる! 後半戦                          | クイズマジックアカデミー | 古川洋平、藤本淳史（田畑藤本）、たかまつなな、松崎克俊（やさしい雨）、コジマジック、片岡正徳（オオカミ少年）、滝沢秀一（マシンガンズ）                                                                 | |
| 53 | 4月13日                                        | コマンド危機一髪                                                 | スーパーマリオオデッセイ | 東京ダイナマイト（松田大輔・ハチミツ二郎） | |
| 54 | 4月20日                                        | RIFUJIN FIGHTING FEDERATION                                      | 星のカービィ スーパーデラックス | ゾフィー（上田航平・サイトウナオキ） | |
| 54 | 4月20日                                        | コマンド危機一髪                                                 | スーパードンキーコング | 卯月（林田洋平・酒井尚・木場知徳） | |
| 55 | 4月27日                                        | RIFUJIN FIGHTING FEDERATION 〜シャッフルトーナメント〜           | 星のカービィ スターアライズ | ウエストランド、岡野陽一、ジャッキーちゃん | |
| 56 | 5月4日                                         | RIFUJIN FIGHTING FEDERATION 〜トーナメントの陣〜                 | 1-2-Switch | しずる、ザ・ギース、パーパー、アキラ | |
| 57 | 5月11日                                        | ゲームガンジー選手権                                             | 戦場の狼 | 板倉俊之（インパルス）、岸学（どきどきキャンプ） | 「eスポーツアイドルオーディション」で合格したはっぴっぴの緑担当・市川千夏が勇者ああああeスポーツ部員第1号に任命された。                                                               |
| 57 | 5月11日                                        | eスポーツアイドルオーディション                                  | ストリートファイターV アーケードエディション | 水沢柚乃、はっぴっぴ | 「eスポーツアイドルオーディション」で合格したはっぴっぴの緑担当・市川千夏が勇者ああああeスポーツ部員第1号に任命された。                                                               |
| 58 | 5月18日                                        | ゲーマーの異常な愛情                                             | ロマンシング サガ -ミンストレルソング- ロックマンDASH 鋼の冒険心 ドラゴンクエストV 天空の花嫁                                                      | ノブオ（ペンギンズ）、田口尚平、落合隆治（ぐりんぴーす） | |
| 59 | 5月25日                                        | 世紀の凡戦ゲーム実況                                             | ストリートファイターV アーケードエディション | アール、せんちゃん（クールポコ。）、えとう窓口（Wエンジン） | |
| 59 | 5月25日                                        | 親子で遊ぼう!Nintendo Labo                                       | Nintendo Labo | 前河キヨトシ（カシスプリン） | |
| 60 | 6月1日                                         | VSクイズ王 これだけいれば勝てる!                                 | クイズマジックアカデミー | 伊沢拓司、松崎克俊（やさしい雨）、しゅんしゅんクリニックP、佐藤満春（どきどきキャンプ）、大島育宙（XXCLUB）、城下尊之、八幡カオル、佐竹正史（ビスケッティ）                                            | |
| 61 | 6月8日                                         | VSクイズ王 これだけいれば勝てる! 後半戦                          | クイズマジックアカデミー | 伊沢拓司、松崎克俊（やさしい雨）、しゅんしゅんクリニックP、佐藤満春（どきどきキャンプ）、大島育宙（XXCLUB）、城下尊之、八幡カオル、佐竹正史（ビスケッティ）                                            | |
| 61 | 6月8日                                         | 世紀の凡戦ゲーム実況                                             | ストリートファイターV アーケードエディション | アール、大原がおり、小林恵美 | |
| 62 | 6月15日                                        | RIFUJIN FIGHTING FEDERATION                                      | ポケモンスタジアム金銀 | ザ・ギース、ザ・パンチ（パンチ浜崎・ノーパンチ松尾）、三拍子（久保孝真・高倉陵） | |
| 63 | 6月22日                                        | ゲームガンジー選手権                                             | ツインビー | 板倉俊之（インパルス）、本坊元児（ソラシド） | |
| 63 | 6月22日                                        | クイズ クロスフェード                                            | SIMPLE1500シリーズ THE スナイパー ブシドーブレード ブシドーブレード弐 激走トマランナー ザ・マエストロムジーク 裏技麻雀〜これって天和ってやつかい〜 | ハリウッドザコシショウ、真栄田賢（スリムクラブ） | |
| 64 | 6月29日                                        | コマンド危機一髪                                                 | ドンキーコング トロピカルフリーズ | 大自然（白井・里） | |
| 64 | 6月29日                                        | ゲーマーの異常な愛情                                             | アクトレイザー | ノブオ（ペンギンズ） | |
| 64 | 6月29日                                        | ゲーム芸人公開オーディション                                     | | THE GREATEST HITS、モダンタイムス | |
| 65 | 7月6日                                         | 実況パワフルハンデマッチ                                         | 実況パワフルプロ野球2018 | 吉川正洋（ダーリンハニー）、溜口佑太朗（ラブレターズ）、マエピー、ぶんた | |
| 66 | 7月13日                                        | 実況パワフルハンデマッチ 後半戦                                  | 実況パワフルプロ野球2018 | 吉川正洋（ダーリンハニー）、溜口佑太朗（ラブレターズ）、マエピー、ぶんた | 「eスポーツアイドルオーディション」で合格したまじょぴちゅの比田ぴのが勇者ああああeスポーツ部員第2号に任命された。                                                                     |
| 66 | 7月13日                                        | eスポーツアイドルオーディション                                  | BLAZBLUE CENTRALFICTION | 水沢柚乃、市川千夏（はっぴっぴ）、まじょぴちゅ | 「eスポーツアイドルオーディション」で合格したまじょぴちゅの比田ぴのが勇者ああああeスポーツ部員第2号に任命された。                                                                     |
| 67 | 7月20日                                        | ゲーマーの異常な愛情                                             | Braid UNDERTALE | ノブオ（ペンギンズ）、田口尚平 | |
| 68 | 7月27日                                        | ゲームガンジー選手権                                             | 超魔界村 | 板倉俊之（インパルス）、とにかく明るい安村 | |
| 68 | 7月27日                                        | EVOへの道                                                        | ストリートファイターV | 板橋ザンギエフ | |
| 69 | 8月3日                                         | コマンド危機一髪                                                 | THE KING OF FIGHTERS '95 | ダイアン（西澤裕介・津田篤宏） | |
| 69 | 8月3日                                         | EVOへの道                                                        | ドラゴンボール ファイターズ | GO1、落合隆治（ぐりんぴーす） | |
| 70 | 8月10日                                        | 輝け!メダル王への道                                              | FORTUNE TRINITY 3 〜三神獣の秘宝〜 GRAND CROSS CHRONICLE                                                                                           | ハチミツ二郎（東京ダイナマイト）、木村魚拓、安藤遥、お侍ちゃん、アイアム野田（鬼ヶ島） | |
| 71 | 8月17日                                        | クイズ クロスフェード                                            | タントアール イチダントアール レンタヒーロー パーティークイズ MEGA Q コミックスゾーン リスター・ザ・シューティングスター                           | ハリウッドザコシショウ、ハチミツ二郎（東京ダイナマイト） | |
| 72 | 8月24日                                        | VSクイズ王 これだけいれば勝てる!最後の聖戦                       | クイズマジックアカデミー | 伊沢拓司、松崎克俊（やさしい雨）、ペンギンズ、長谷川ヨシテル、園山まきえ | |
| 73 | 8月31日                                        | VSクイズ王 これだけいれば勝てる!最後の聖戦 後半戦                | クイズマジックアカデミー | 伊沢拓司、松崎克俊（やさしい雨）、ペンギンズ、長谷川ヨシテル、園山まきえ | |
| 73 | 8月31日                                        | 新ゲーム芸人公開オーディション                                   | | トンツカタン、セラ山本 | |
| 74 | 9月7日                                         | 天下一武道会                                                     | マリオテニス エース | R藤本、ぴっかり高木、山本正剛（BAN BAN BAN）、アイデンティティ、スタジオカドタ、虹組キララ、橋山メイデン、TEAM近藤                                                                                     | |
| 75 | 9月14日                                        | アルピーが本気でEVOに挑戦してみたSP                              | ストリートファイターV | 板橋ザンギエフ、GO1、ときど、ふ〜ど | ラスベガスで開催された『EVO2018』にアルコ&ピースが挑戦したロケの模様を3週に渡って放送。                                                                                               |
| 76 | 9月21日                                        | アルピーが本気でEVOに挑戦してみたSP・第2夜                       | ストリートファイターV ウルトラストリートファイターII -The Final Challengers-                                                                       | mov、木戸岡稔、倉持由香、大須晶、マーク・フリオ、田村淳（ロンドンブーツ1号2号）、アール | ラスベガスで開催された『EVO2018』にアルコ&ピースが挑戦したロケの模様を3週に渡って放送。                                                                                               |
| 77 | 9月28日                                        | アルピーが本気でEVOに挑戦してみたSP・完結編                      | ストリートファイターV ドラゴンボール ファイターズ                                                                                                  | 田村淳（ロンドンブーツ1号2号）、アール、GO1 | ラスベガスで開催された『EVO2018』にアルコ&ピースが挑戦したロケの模様を3週に渡って放送。                                                                                               |
| 78 | 10月5日                                        | 名作ゲーム人狼                                                   | MOTHER2 ギーグの逆襲 | 菅良太郎（パンサー）、櫻田佑（トンツカタン）、篠木正啓（ぽ〜くちょっぷ）、五味侑也（シューマッハ）、内山愛、朝井麻由美、中垣正太郎（テレビ東京アナウンサー）                                           | |
| 79 | 10月12日                                       | コンビ仲修復プログラム                                           | オーバークック2 | 宮下草薙（草薙航基・宮下兼史鷹）、ノブナガ（岩永達彦・信太優人）、ラブレターズ | |
| 80 | 10月19日                                       | ゲーマーの異常な愛情                                             | MOTHER3 tsugunai 〜つぐない〜 | 朝井麻由美、ノブオ（ペンギンズ） | |
| 81 | 10月26日                                       | 第1回リズム-1グランプリ                                          | DANCERUSH STARDOM | ひろせひろせ（フレンズ）、永井佑一郎、ジョイマン、クマムシ | |
| 82 | 11月2日                                        | 第1回リズム-1グランプリ 後半戦                                   | DANCERUSH STARDOM | ひろせひろせ（フレンズ）、永井佑一郎、ジョイマン、クマムシ、サシャナゴン | クールポコ。が、リズムネタをやっていた頃の旧名「サシャナゴン」で登場。 |
| 82 | 11月2日                                        | 世界一豪華なゲーム実況                                           | デトロイト ビカム ヒューマン | Mr.シャチホコ | クールポコ。が、リズムネタをやっていた頃の旧名「サシャナゴン」で登場。 |
| 83 | 11月9日                                        | ゲーム愛が強いのはどっちだ!? ハリウッド軍団 VS 二郎会            | スーパーストリートファイターII ぷよぷよテトリス | ハリウッドザコシショウ、だーりんず、錦鯉、ハチミツ二郎（東京ダイナマイト）、関太（タイムマシーン3号）、ですよ。、お侍ちゃん、菊タロー                                                                  | |
| 84 | 11月16日                                       | ゲーム愛が強いのはどっちだ!? ハリウッド軍団 VS 二郎会 後半戦     | ファイヤープロレスリング ワールド | ハリウッドザコシショウ、だーりんず、錦鯉、ハチミツ二郎（東京ダイナマイト）、関太（タイムマシーン3号）、ですよ。、お侍ちゃん、菊タロー                                                                  | |
| 84 | 11月16日                                       | ゲームガンジー選手権                                             | Marvel's Spider-Man | 板倉俊之（インパルス）、ザ・マミィ（林田洋平・酒井尚） | |
| 85 | 11月23日                                       | クイズ フェードアウト                                            | Rez セガガガ ジェットセットラジオ ROOMMANIA＃203 ゾンビリベンジ                                                                                    | ハリウッドザコシショウ、ハチミツ二郎（東京ダイナマイト）、ノブオ（ペンギンズ） | |
| 86 | 11月30日                                       | PlayStation Classic 収録タイトル結果発表会                       | PlayStation Classic | ノブオ（ペンギンズ）、サツマカワRPG、櫻田佑（トンツカタン）、田口尚平、岐部昌幸 | |
| 86 | 11月30日                                       | RIFUJIN FIGHTING FEDERATION                                      | スーパー マリオパーティ | しずる、ザ・ギース、マヂカルラブリー | |
| 87 | 12月7日                                        | RIFUJIN FIGHTING FEDERATION 後半戦                               | スーパー マリオパーティ | しずる、ザ・ギース、マヂカルラブリー | |
| 88 | 12月14日                                       | 名作ゲーム人狼                                                   | クロノ・トリガー | 菅良太郎（パンサー）、マリッジスターこうもと（ウルトラトウフ）、降りしきる雨の中で瀬尾（ザ・シーツ）、武田裕司（キズナ）、ふじこ（ひみつスナイパー健）、石神秀幸、中垣正太郎（テレビ東京アナウンサー） | |
| 89 | 12月21日                                       | 改めてキャスティングを考えよう!                                  | | ラブレターズ | |

### 2019年（深夜時代）
| #   | 放送日                                                     | 放送内容                                                                    | ゲーム | ゲスト | 備考                                                                                         |
| --- | ---------------------------------------------------------- | --------------------------------------------------------------------------- | --- | --- | -------------------------------------------------------------------------------------------- |
| 90  | 1月11日                                                    | 他じゃ絶対見られないスマブラ最強王決定戦                                    | 大乱闘スマッシュブラザーズ SPECIAL | 及川浩一、北口徒歩2分、さくらす岡田、ひより（しらすのこうげき!）、丸山智貴（コガラシガーナ）、アイドル鳥越（HENHEN事変）、植木おでん（ペコリーノ）、柴田将平           |                                                                                              |
| 91  | 1月18日                                                    | 他じゃ絶対見られないスマブラ最強王決定戦 後半戦                             | 大乱闘スマッシュブラザーズ SPECIAL | にえとの、及川浩一、北口徒歩2分、さくらす岡田、ひより（しらすのこうげき!）、丸山智貴（コガラシガーナ）、アイドル鳥越（HENHEN事変）、植木おでん（ペコリーノ）、柴田将平 |                                                                                              |
| 91  | 1月18日                                                    | コマンド危機一髪                                                            | ストリートファイターII | キュウソネコカミ（ヤマサキセイヤ・カワクボタクロウ・ソゴウタイスケ）、ZAZY                                                                                             |                                                                                              |
| 92  | 1月25日                                                    | 第1回 予定調和ゲーム王                                                      | バイオハザード4 | さらば青春の光（森田哲矢・東ブクロ）、ゾフィー、ラブレターズ |                                                                                              |
| 93  | 2月1日                                                     | 第1回 予定調和ゲーム王 後半戦                                               | バイオハザード4 | さらば青春の光、ゾフィー、ラブレターズ |                                                                                              |
| 93  | 2月1日                                                     | 東京ゲームショウ2018 舞台裏                                                 | | |                                                                                              |
| 94  | 2月8日                                                     | ゲーマーの異常な愛情                                                        | アストロノーカ 少年ヤンガスと不思議のダンジョン 人喰いの大鷲トリコ | ノブオ（ペンギンズ）、櫻田佑（トンツカタン）、田口尚平 |                                                                                              |
| 95  | 2月15日                                                    | VSプロゲーマー特別編 HADOで一勝をもぎ取れ!                                  | HADO | 亘健太郎（フルーツポンチ）、テキサス、NOモーション。（矢野ともゆき。・星ノこてつ。）、大林素子、ラブレターズ、SHINTARO                                                 |                                                                                              |
| 96  | 2月22日                                                    | GAME OF THE YEAR 2018                                                       | フォートナイト デトロイト ビカム ヒューマン ロックマン11 運命の歯車!! くにおくん ザ・ワールド クラシックスコレクション スーパー マリオパーティ OCTOPATH TRAVELER STEINS;GATE ELITE ボクと彼女の研修日誌 | ノブオ（ペンギンズ）、岐部昌幸、及川浩一、野田クリスタル（マヂカルラブリー）                                                                                           |                                                                                              |
| 97  | 3月1日                                                     | 工業高校生クイズ                                                            | 伝説のクイズ王決定戦 安藤ケンサク | 伊沢拓司、金田哲（はんにゃ）、あらぽん（ANZEN漫才）、朝比奈未來 |                                                                                              |
| 98  | 3月8日                                                     | 第2回リズム-1グランプリ                                                     | DANCERUSH STARDOM | ひろせひろせ（フレンズ）、ゆってぃ、2700（ツネ・八十島） |                                                                                              |
| 99  | 3月15日                                                    | 第2回リズム-1グランプリ 後半戦                                              | DANCERUSH STARDOM | ひろせひろせ（フレンズ）、ゆってぃ、2700、エグスプロージョン（まちゃあき・おばらよしお）、サシャナゴン                                                                 |                                                                                              |
| 99  | 3月15日                                                    | エンディング見るまで帰れません                                              | ロックマン11 運命の歯車!! | |                                                                                              |
| 100 | 3月22日                                                    | エンディング見るまで帰れません                                              | ロックマン11 運命の歯車!! | ノブオ（ペンギンズ）、ハリウッドザコシショウ、ハチミツ二郎（東京ダイナマイト）、さらば青春の光、ラブレターズ                                                           |                                                                                              |
| 101 | 3月29日                                                    | エンディング見るまで帰れません                                              | ロックマン11 運命の歯車!! | ノブオ（ペンギンズ）、ハリウッドザコシショウ、ハチミツ二郎（東京ダイナマイト）、さらば青春の光、ラブレターズ、クールポコ。                                             |                                                                                              |
| 102 | 4月5日                                                     | エンディング見るまで帰れません 完結編                                       | ロックマン11 運命の歯車!! | ノブオ（ペンギンズ）、ハリウッドザコシショウ、ハチミツ二郎（東京ダイナマイト）、ラブレターズ、板橋ザンギエフ、水沢柚乃、及川浩一、鳩山来留夫、山口治樹（デルピエロ）   |                                                                                              |
| 103 | 4月12日                                                    | 無料体験版ゲーム大賞                                                        | 超回転 寿司ストライカー キャサリン・フルボディ 絶体絶命都市4Plus | ハリウッドザコシショウ、ハチミツ二郎（東京ダイナマイト）、岩崎一則（Hi-Hi）、タケタリーノ山口（瞬間メタル）、三中元克                                                  |                                                                                              |
| 104 | 4月19日                                                    | MC入れ替えバトル                                                            | 大乱闘スマッシュブラザーズ SPECIAL | 三四郎（小宮浩信・相田周二）、ニッチェ（江上敬子・近藤くみこ）、田口尚平                                                                                               |                                                                                              |
| 104 | 4月19日                                                    | エンディング見るまで帰れません                                              | ロックマン11 運命の歯車!! | ノブオ（ペンギンズ）、ハリウッドザコシショウ、ハチミツ二郎（東京ダイナマイト）、ラブレターズ、板橋ザンギエフ、水沢柚乃、及川浩一、鳩山来留夫、山口治樹（デルピエロ）   |                                                                                              |
| 105 | 5月3日                                                     | ゲームダービー レディースマスターズ                                         | 1-2-Switch | 大原がおり、大林素子、園山まきえ、安達有里、三四郎、ウエストランド、ラブレターズ、マシンガンズ、中垣正太郎（テレビ東京アナウンサー）                                   |                                                                                              |
| 106 | 5月10日                                                    | 爆弾解体大作戦!! in ハリウッド                                              | Keep Talking and Nobody Explodes | ラブレターズ、こがけん、岸学（どきどきキャンプ） |                                                                                              |
| 107 | 5月17日                                                    | 爆弾解体大作戦!! in ハリウッド 後半戦                                       | Keep Talking and Nobody Explodes | ラブレターズ、こがけん、岸学（どきどきキャンプ）、ジャッキーちゃん、スギ。（インスタントジョンソン）                                                                   |                                                                                              |
| 108 | 5月24日                                                    | ゲームかくし芸大会                                                          | 大乱闘スマッシュブラザーズ アイドルマスター ミリオンライブ! シアターデイズ 頼むぜ! ボルダリング姉さん モンモンとするぜ!! ストッキング姉さん ディスリファイト ダイタクの達人 | 野田クリスタル（マヂカルラブリー）、及川浩一、松崎克俊（やさしい雨）、アキラ                                                                                           |                                                                                              |
| 109 | 5月31日                                                    | 実況パワフルハンデマッチ                                                    | 実況パワフルプロ野球2018 | 尾関高文（ザ・ギース）、後藤拓実（四千頭身）、マエピー、ぶんた |                                                                                              |
| 110 | 6月7日                                                     | 実況パワフルハンデマッチ 後半戦                                             | 実況パワフルプロ野球2018 | 尾関高文（ザ・ギース）、後藤拓実（四千頭身）、マエピー、ぶんた |                                                                                              |
| 110 | 6月7日                                                     | 新ゲーム芸人公開オーディション                                              | | 阿曽山大噴火、ふぁのシャープ、ガクヅケ |                                                                                              |
| 110 | 6月7日                                                     | 目指せ! ウイイレ全国制覇の道                                                | ウイニングイレブン 2019 | GENKIモリタ |                                                                                              |
| 111 | 6月14日                                                    | ゲーマーの異常な愛情 新人プレゼンター発掘オーディション                     | 風のクロノア グランツーリスモSPORT ぐるぐるガラクターズ | ノブオ（ペンギンズ）、あやの（本田兄妹）、五味侑也（シューマッハ）、神谷駿（キャメロン）                                                                               |                                                                                              |
| 112 | 6月21日                                                    | 平成ベストゲームを決めよう                                                  | 西村京太郎ミステリー ブルートレイン殺人事件 龍が如く 魔界塔士Sa・Ga ゲームセンターCX 有野の挑戦状2 モンスターハンター ポータブル 2nd G スーパードンキーコング2 ストリートファイター リアルバトル オン フィルム ASTRO BOT: RESCUE MISSION ゼルダの伝説 風のタクト ゴールデンアイ 007 ファイナルファンタジーVII ゴースト トリック 街 〜運命の交差点〜 ドラゴンクエストV 天空の花嫁 大乱闘スマッシュブラザーズシリーズ クロックワークナイト 〜ペパルーチョの大冒険〜 月花霧幻譚〜TORICO〜 Marvel's Spider-Man スーパーマリオオデッセイ | ハチミツ二郎（東京ダイナマイト）、ノブオ（ペンギンズ）、田口尚平、岐部昌幸、テラシマニアック                                                                           |                                                                                              |
| 113 | 6月28日                                                    | RIFUJIN FIGHTING FEDERATION                                                 | Cuphead | さらば青春の光、ニューヨーク、トム・ブラウン（布川ひろき・みちお） |                                                                                              |
| 114 | 7月5日                                                     | 第2回 予定調和ゲーム王                                                      | バイオハザード RE:2 | ゾフィー、空気階段（鈴木もぐら・水川かたまり）、インポッシブル |                                                                                              |
| 115 | 7月12日                                                    | 世界最大のゲーム見本市! 「E3 2019」アルピー潜入レポート!                    | スーパーストリートファイターII ぷよぷよテトリス ファイナルファンタジーVII リメイク Marvel's Avengers | えなこ、よきゅーん、野村哲也 |                                                                                              |
| 116 | 7月19日                                                    | 世界最大のゲーム見本市! 「E3 2019」アルピー潜入レポート! 完結編             | 大乱闘スマッシュブラザーズ SPECIAL ファイナルファンタジーVII リメイク スーパーストリートファイターII | 宮本茂、ノブオ（ペンギンズ）、今立進（エレキコミック） |                                                                                              |
| 117 | 7月26日                                                    | 長vs長 スペシャルマッチ                                                     | ファイナルファイト リベンジ 太鼓の達人 セッションでドドンがドン! ダンスダンスレボリューション ミュージックフィット、 拳闘士ガチンコファイト | 内田悦嗣、佐竹正史（ビスケッティ）、にゃんこスター（スーパー3助・アンゴラ村長）、芋洗坂係長、山根明                                                                    |                                                                                              |
| 118 | 8月2日                                                     | ゲームボス猿 決定戦                                                         | サルゲッチュ2 ドンキーコンガ スーパーモンキーボール | ペンギンズ、ザ・マミィ、ロビンソンズ（北澤仁・山崎ノボル）、ビックスモールン（ゴン、チロ、グリ）                                                                       |                                                                                              |
| 119 | 8月9日                                                     | ゲーマーの異常な愛情 新人プレゼンター発掘オーディション                     | Ever17 -the out of infinity- | ノブオ（ペンギンズ）、あやの（本田兄妹）、五味侑也（シューマッハ）、神谷駿（キャメロン）                                                                               |                                                                                              |
| 119 | 8月9日                                                     | 目指せ! ウイイレ全国制覇の道 マネージャーオーディション                     | ウイニングイレブン 2019 | 平口みゆき、西谷麻糸呂、定岡ゆう歩 |                                                                                              |
| 120 | 8月16日                                                    | 自分史上No.1ドラクエを語ろう!                                               | ドラゴンクエストIII そして伝説へ… ドラゴンクエストVII エデンの戦士たち ドラゴンクエストIV 導かれし者たち | ハチミツ二郎（東京ダイナマイト）、マンゴー北川（南国バカンス）、浅川琴音（大吟嬢）、こまつ、滝多津子                                                                   |                                                                                              |
| 121 | 8月23日                                                    | ゲーム愛が強いのはどっちだ!? ハリウッド軍団 VS 二郎会 夏の陣                | スーパーマリオメーカー2 ファイヤープロレスリング ワールド | ハリウッドザコシショウ、だーりんず、桐野安生、ハチミツ二郎（東京ダイナマイト）、長谷川俊輔（クマムシ）、ですよ。、お侍ちゃん                                           |                                                                                              |
| 122 | 8月30日                                                    | 営業-1 グランプリ                                                           | スーパーマリオギャラクシー2 | 永野、流れ星、長州小力 |                                                                                              |
| 123 | 9月6日                                                     | 営業-1 グランプリ 後半戦                                                    | スーパーマリオギャラクシー2 | 永野、流れ星、長州小力、古賀シュウ |                                                                                              |
| 123 | 9月6日                                                     | 目指せ! ウイイレ全国制覇への道 eスポーツ選手権 予選大会                     | ウイニングイレブン 2019 | 平口みゆき、西谷麻糸呂、定岡ゆう歩 |                                                                                              |
| 124 | 9月13日                                                    | ゴールデンへの道                                                            | ミニチャンプホッケー ミスターバットマン DANCERUSH STARDOM | 朝日奈央、U字工事（福田薫・益子卓郎）、にしおかすみこ |                                                                                              |
| 125 | 9月20日                                                    | RIFUJIN FIGHTING FEDERATION                                                 | スーパーマリオメーカー2 | しずる、うしろシティ、さすらいラビー（宇野慎太郎・中田和伸） |                                                                                              |
| 126 | 9月27日                                                    | 野田ゲームショウ2019                                                        | ブロックくずして MIDDLE FINGER ダイタクの達人 頼むぜ! ボルダリング姉さん 組体操合戦 | マヂカルラブリー、板橋ザンギエフ、ノブオ（ペンギンズ）、三代川正 | 全て野田クリスタル（マヂカルラブリー）自作の未アプリ化ゲームであり、その品評会という番組内容 |
| 127 | 10月4日                                                    | 目指せ1% 会心のヒット作を探せクイズ!                                        | | ラブレターズ |                                                                                              |
| 128 | 10月11日                                                   | 青春の1曲バトル                                                             | モンスターファーム | 井上咲楽、鈴木ユリア、おざおざ、井口浩之（ウエストランド） |                                                                                              |
| 129 | 10月18日                                                   | オーバークック プラスワン                                                   | オーバークック2 | うしろシティ、大原がおり、園山真希絵、三瓶、アモーレ橋本 |                                                                                              |
| 130 | 10月25日                                                   | VSクイズ王 最強しりとり対決                                                 | 限界しりとりMobile | 水上颯、バイク川崎バイク、ハロー植田、R-指定（Creepy Nuts） |                                                                                              |
| 131 | 11月1日                                                    | VSクイズ王 最強しりとり対決 後半戦                                          | 限界しりとりMobile | 水上颯、バイク川崎バイク、ハロー植田、R-指定（Creepy Nuts）、後藤裕之、古川洋平                                                                                        |                                                                                              |
| 131 | 11月1日                                                    | メガドライブミニ発売記念                                                    | メガドライブミニ | ノブオ（ペンギンズ）、岐部昌幸、ハチミツ二郎（東京ダイナマイト）、林克彦                                                                                               |                                                                                              |
| 132 | 11月15日                                                   | 巻き戻しノーミスチャレンジ                                                  | 超魔界村 | 空気階段、GAG（坂本純一・福井俊太郎・宮戸洋行）、わらふぢなるお（ふぢわら・口笛なるお）                                                                                |                                                                                              |
| 133 | 11月22日                                                   | 巻き戻しノーミスチャレンジ 後半戦                                           | 超魔界村 | 空気階段、GAG、わらふぢなるお |                                                                                              |
| 133 | 11月22日                                                   | 新ゲーム芸人公開オーディション                                              | | KANAIWA、ヒロカズ劇場、風藤松原 |                                                                                              |
| 134 | 11月29日                                                   | 伝説のRPG moon復活記念 ほめられたいプレゼン大会                             | moon | ノブオ（ペンギンズ）、木村祥朗、神田舜介（アルトグラム）、あやの（本田兄妹）、蘭丸、爆烈Q                                                                              |                                                                                              |
| 135 | 12月6日                                                    | リングフィット マッスル芸能人No1決定戦                                      | リングフィット アドベンチャー | 野田クリスタル（マヂカルラブリー）、八木真澄（サバンナ）、坂本一生 |                                                                                              |
| 135 | 12月6日                                                    | THE豆腐SURVIVOR 大喰いチャレンジ                                            | バイオハザード RE:2 | 和田まんじゅう（ネルソンズ）、滝沢秀一（マシンガンズ）、林田洋平（ザ・マミィ）、石本しょーき（ペッパーボーイズ）、ひより（しらすのこうげき!）                          |                                                                                              |
| 136 | 12月13日                                                   | 日本最強ゲーマーに挑め スーパーハンデマッチ                                 | 大乱闘スマッシュブラザーズ SPECIAL | Raito、森田哲矢（さらば青春の光） |                                                                                              |
| 137 | 12月20日                                                   | これなら超簡単 芸能史とセットで覚えるゲーム年表                             | 魔界村 戦場の狼 ロックマン2 Dr.ワイリーの謎 ストリートファイターII バイオハザード ディノクライシス モンスターハンター ポータブル 2nd バイオハザード7 レジデント イービル | ノブオ（ペンギンズ）、森田哲矢（さらば青春の光）、美奈子、田口尚平 |                                                                                              |
| 138 | 12月27日                                                   | 1時間ちょっとで何かやりますライブ in 東京スカイツリー                       | 限界しりとりMobile スーパー マリオパーティ | ノブオ（ペンギンズ）、ラブレターズ、ですよ。、ど〜も光一☆（NinKi Kids）、永野、古賀シュウ、板橋ザンギエフ、園山真希絵、中垣正太郎（テレビ東京アナウンサー）            |                                                                                              |
| 特  | 『勇者ああああクラシック～僕達昔こんなことなってました～』 | 『勇者ああああクラシック～僕達昔こんなことなってました～』                  | 『勇者ああああクラシック～僕達昔こんなことなってました～』 | 『勇者ああああクラシック～僕達昔こんなことなってました～』 | 『勇者ああああクラシック～僕達昔こんなことなってました～』                                   |
| 特  | 12月30日 1:15 - 2:15                                       | 番組初期の名企画①「コマンド危機一髪」（2017年4月7日放送）                   | スーパーストリートファイターII | アイアム野田、鈴木拓 | 司会：ラブレターズ                                                                           |
| 特  | 12月30日 1:15 - 2:15                                       | 番組初期の名企画②「芸能界ゲーム風紀委員」（2017年4月14日放送）              | ドラゴンクエスト4 ドラゴンクエストV | 穂川果音 | 司会：ラブレターズ                                                                           |
| 特  | 12月30日 1:15 - 2:15                                       | 番組初期の名企画③「世界一豪華なゲーム実況」（2017年5月5日放送）             | バイオハザード7 | ほいけんた | 司会：ラブレターズ                                                                           |
| 特  | 12月30日 1:15 - 2:15                                       | 番組初期の名企画④「VSプロゲーマーこれなら一勝できる」（2017年10月27日放送） | 餓狼伝説スペシャル | 板橋ザンギエフ | 司会：ラブレターズ                                                                           |
| 特  | 12月30日 1:15 - 2:15                                       | 番組初期の名企画⑤「その道のプロゲーマー」（2017年4月14日放送）              | ザ・ハウス・オブ・ザ・デッド 2 | 折原研二、猟師ツチヤ | 司会：ラブレターズ                                                                           |
| 特  | 12月30日 1:15 - 2:15                                       | 番組初期の名企画⑥「ゲーマーの異常な愛情」（2018年3月23日放送）              | LIVE A LIVE | ノブオ（ペンギンズ） | 司会：ラブレターズ                                                                           |
| 特  | 12月30日 1:15 - 2:15                                       | 勇者ああああ in 東京スカイツリー マル秘未公開VTR①                           | | ネタ披露（営業一連の流れ）：永野 | 司会：ラブレターズ                                                                           |
| 特  | 12月30日 1:15 - 2:15                                       | 勇者ああああ in 東京スカイツリー マル秘未公開VTR②                           | Keep Talking and Nobody Explodes | 園山真希絵 | 司会：ラブレターズ                                                                           |

### 2020年（深夜時代）
| #   | 放送日  | 放送内容                                                           | ゲーム | ゲスト | 備考                                                                   |
| --- | ------- | ------------------------------------------------------------------ | --- | --- | ---------------------------------------------------------------------- |
| 139 | 1月10日 | 巻き戻しノーミスチャレンジ                                         | カービィボウル | GAG、大自然、赤もみじ（村田大樹・阪田ベーカリー） |                                                                        |
| 140 | 1月17日 | 野田クリスタルに続け! 俺のゲームアプリ発表会                       | | 野田クリスタル（マヂカルラブリー）、ノブオ（ペンギンズ）、宮戸洋行（GAG）、岐部昌幸、ハチミツ二郎（東京ダイナマイト） |                                                                        |
| 141 | 1月24日 | ミヤトvsタイタン 練習王頂上決定戦                                  | Cuphead | 宮戸洋行（GAG）、ウエストランド、326 |                                                                        |
| 142 | 1月31日 | コマンド危機一髪                                                   | 餓狼伝説スペシャル | インディアンス（田渕章裕・きむ）、ぺこぱ（松陰寺太勇・シュウペイ） |                                                                        |
| 142 | 1月31日 | 弾幕シューテイング衝撃映像ベスト5                                  | エスプレイド ガンバード2 怒首領蜂 ケツイ〜絆地獄たち〜 怒首領蜂最大往生 | 海老原肇 |                                                                        |
| 143 | 2月7日  | 続! ブラッシュアップした俺のゲームアプリ発表会                     | | 野田クリスタル（マヂカルラブリー）、ノブオ（ペンギンズ）、宮戸洋行（GAG）、岐部昌幸、ハチミツ二郎（東京ダイナマイト）、ですよ。 |                                                                        |
| 144 | 2月14日 | RIFUJIN FIGHTING FEDERATION 訳ありキャスティングSP                 | ニッポンマラソン Muse Dash INVERSUS Deluxe | chelmico（Rachel・Mamiko）、三四郎、青春高校3年C組 男子アイドル部（のすけ(河野紳之介)・ゆーだい(久保侑大)・べってぃー(別所匠))・青春高校3年C組 ダンス＆ボーカル部（きめしゅん(木目田俊)・チャーリー(エゼマタ健太チャールズ)）、野田クリスタル（マヂカルラブリー） |                                                                        |
| 145 | 2月21日 | ゲーマーの異常な愛情 新人プレゼンター発掘オーディション            | CLANNAD The Witness | ノブオ（ペンギンズ）、宮治慎吾（パルテノンモード）、岩永圭吾（リップグリップ） |                                                                        |
| 146 | 2月28日 | GAME OF THE YEAR 2019                                              | 十三機兵防衛圏 Return of the Obra Dinn リングフィット アドベンチャー ポケットモンスター ソード・シールド となりに彼女のいる幸せ 〜two farce〜                                                   | 三代川正、ノブオ（ペンギンズ）、岐部昌幸、今立進（エレキコミック）、田口尚平、野田クリスタル（マヂカルラブリー） |                                                                        |
| 147 | 3月6日  | GAME OF THE YEAR 2019 後半戦                                       | 龍が如く7 光と闇の行方 ロマンシング サ・ガ3 HDリマスター版 Mutant Year Zero: Road to Eden 勇者ヤマダくん ファイアーエムブレム 風花雪月 抜きゲーみたいな島に住んでる貧乳はどうすりゃいいですか?2 | 三代川正、ノブオ（ペンギンズ）、岐部昌幸、今立進（エレキコミック）、田口尚平、野田クリスタル（マヂカルラブリー） |                                                                        |
| 148 | 3月13日 | 第2回 工業高校生クイズ                                             | キキトリック 安藤ケンサク | 水上颯、金田哲（はんにゃ）、松本りんす（だーりんず） |                                                                        |
| 149 | 3月20日 | RIFUJIN FIGHTING FEDERATION                                        | マリオ&ソニック AT 東京2020オリンピック | きつね（大津広次・淡路幸誠）、ティモンディ（前田裕太・高岸宏行）、オズワルド（畠中悠・伊藤俊介) |                                                                        |
| 150 | 3月27日 | RIFUJIN FIGHTING FEDERATION 後半戦                                 | マリオ&ソニック AT 東京2020オリンピック | きつね、ティモンディ、オズワルド |                                                                        |
| 151 | 4月3日  | 野田フレンドパークII                                               | 頼むぜ! ボルダリング姉さん 寄り目でしょうか? めっちゃ左見てるでしょうか? ゲーム めしパズル 太ももが鉄のように硬い男 てつじ                                                                      | マヂカルラブリー、ハチミツ二郎（東京ダイナマイト）、GAG、オズワルド、板橋ザンギエフ |                                                                        |
| 152 | 4月10日 | トレジャーハンター326                                              | クリプト・オブ・ネクロダンサー | ノブオ（ペンギンズ）、326、築地の健吾、なかよし、ケビン、日本クレール、せつこ、俺はゴミじゃない、ふとっちょ☆カウボーイ、モダンタイムス |                                                                        |
| 153 | 4月17日 | 巻き戻しノーミスチャレンジ                                         | スーパーマリオワールド | ななまがり（初瀬悠太・森下直人）、ラランド（サーヤ・ニシダ）、さらば青春の光 |                                                                        |
| 154 | 4月24日 | さよなら! リズム-1グランプリ                                       | DANCERUSH STARDOM | ひろせひろせ（フレンズ）、永野、にゃんこスター、マヂカルラブリー、ラブレターズ |                                                                        |
| 155 | 5月1日  | さよなら! リズム-1グランプリ 後半戦                                | DANCERUSH STARDOM | ひろせひろせ（フレンズ）、永野、にゃんこスター、マヂカルラブリー、大西ライオン、幹てつや、ラブレターズ、サシャナゴン |                                                                        |
| 156 | 5月8日  | 第3回 予定調和ゲーム王                                             | アンチャーテッド 海賊王と最後の秘宝 | さらば青春の光、ニューヨーク、しずる |                                                                        |
| 157 | 5月15日 | 新・ゲームガンジー選手権                                           | ドクターマリオ | 中山功太、三浦マイルド、おいでやす小田 |                                                                        |
| 157 | 5月15日 | RIFUJIN FIGHTING FEDERATION                                        | ことばのパズル もじぴったんアンコール | 空気階段 | COVID-19流行に伴う行動制限の影響により、ゲストは自宅からリモート出演。 |
| 158 | 5月22日 | RIFUJIN FIGHTING FEDERATION                                        | ことばのパズル もじぴったんアンコール | シソンヌ（長谷川忍・じろう）、バイク川崎バイク、森下直人（ななまがり）、佐竹正史（ビスケッティ） | COVID-19流行に伴う行動制限の影響により、ゲストは自宅からリモート出演。 |
| 159 | 5月29日 | ゲーマーの異常な愛情～おかわりの特別編～                           | | |                                                                        |
| 160 | 6月5日  | ゲーマーの異常な愛情                                               | ライフ イズ ストレンジ2 メタルギアソリッド4 VA-11 Hall-A | ペンギンズ、宮戸洋行（GAG）、岩永圭吾（リップグリップ） | COVID-19流行に伴う行動制限の影響により、ゲストは自宅からリモート出演。 |
| 161 | 6月12日 | VSクイズ王 最強しりとり対決                                        | 限界しりとりMobile | 古川洋平、ど〜も光一☆（NinKi Kids）、滝沢秀一（マシンガンズ）、すゑひろがりず（三島達矢・南條庄助）、ハチミツ二郎（東京ダイナマイト） | COVID-19流行に伴う行動制限の影響により、ゲストは自宅からリモート出演。 |
| 162 | 6月19日 | VSクイズ王 最強しりとり対決 後半戦                                 | 限界しりとりMobile | 古川洋平、ハチミツ二郎（東京ダイナマイト）、鶴崎修功、山本祥彰（QuizKnock） | COVID-19流行に伴う行動制限の影響により、ゲストは自宅からリモート出演。 |
| 162 | 6月19日 | 新ゲーム芸人リモートオーディション                                 | | 櫻田佑（トンツカタン）、大嶋の一番弟子、トム・ブラウン、ふとっちょ☆カウボーイ | COVID-19流行に伴う行動制限の影響により、ゲストは自宅からリモート出演。 |
| 163 | 6月26日 | 爆弾解体大作戦 ザ・ジーニアス                                      | Keep Talking and Nobody Explodes | オズワルド、高岸宏行（ティモンディ）、別府ともひこ（エイトブリッジ）、ともしげ（モグライダー）、園山真希絵 |                                                                        |
| 164 | 7月3日  | RIFUJIN FIGHTING FEDERATION 2010                                   | つっぱり大相撲 ラッシング・ビート乱 複製都市 VS.エキサイトバイク | はんにゃ（金田哲・川島ofレジェンド）、しずる、フルーツポンチ（亘健太郎・村上健志) |                                                                        |
| 165 | 7月10日 | RIFUJIN FIGHTING FEDERATION 2010 後半戦                            | す〜ぱ〜ぷよぷよ通 つっぱり大相撲 | はんにゃ、しずる、フルーツポンチ |                                                                        |
| 165 | 7月10日 | ゲーマーの異常な愛情                                               | ドキドキ文芸部! | 田口尚平 |                                                                        |
| 166 | 7月17日 | 世界一豪華なゲーム実況                                             | バイオハザード RE:3 | 福島善成（ガリットチュウ）、兼光タカシ（プラス・マイナス)、高井佳佑（ガーリィレコード)、星ノこてつ。（NOモーション。）、森下直人（ななまがり） |                                                                        |
| 167 | 7月24日 | これなら超簡単! 芸能史とセットで覚えるゲーム年表                   | ファイナルファンタジーX ファイナルファンタジーXII ドラゴンクエストX 目覚めし五つの種族 オンライン ニーア オートマタ                                                                             | ノブオ（ペンギンズ）、佐藤満春（どきどきキャンプ）、ビックスモールン |                                                                        |
| 168 | 7月31日 | 番組初の無観客ライブ! 生勇者ああああ 無課金バージョン              | ことばのパズル もじぴったんアンコール ぷよぷよテトリス | ノブオ（ペンギンズ）、ラブレターズ、はんにゃ、フルーツポンチ、GAG、永野、サシャナゴン、古川洋平、園山真希絵 |                                                                        |
| 169 | 8月7日  | 番組初の無観客ライブ! 生勇者ああああ 無課金バージョン 後半戦       | スーパーボンバーマン R | ノブオ（ペンギンズ）、ラブレターズ、はんにゃ、フルーツポンチ、しずる、GO!皆川 |                                                                        |
| 169 | 8月7日  | 未公開VTR（第2回 工業高校生クイズ、爆弾解体大作戦 ザ・ジーニアス） | | |                                                                        |
| 170 | 8月14日 | 帰ってきたトレジャーハンター326                                    | ミスタードリラー アンコール | 326、ノブオ（ペンギンズ）、小川のブンちゃん、かぎしっぽ、下町ミュンスター、サスペンダーズ、チャンス大城、モダンタイムス |                                                                        |
| 171 | 8月21日 | 巻き戻しノーミスチャレンジ                                         | スーパードンキーコング | GAG |                                                                        |
| 172 | 8月28日 | 徹底討論! ド〜なる!? ギャルゲーの未来                              | 君が望む永遠 抜きゲーみたいな島に住んでる貧乳はどうすりゃいいですか?2 | 向清太朗（天津）、大山和也（カラタチ）、野田クリスタル（マヂカルラブリー） |                                                                        |
| 173 | 9月4日  | 勝手に開幕! EVO2020                                                | ストリートファイターV カオスコード MIDDLE FINGER ジョイメカファイト | 野田クリスタル（マヂカルラブリー）、板橋ザンギエフ、ナウマン、ダニエルU.S.A（らびっとビーチ）、ギャビン（まかろにステーション） |                                                                        |
| 174 | 9月11日 | 1年ぶりに復活! 実況パワフルハンデマッチ!                           | eBASEBALLパワフルプロ野球2020 | 尾関高文（ザ・ギース）、松尾陽介（ザブングル）、大川泰広、下山祐躍、菅原翔太 |                                                                        |
| 175 | 9月18日 | コマンド危機一髪                                                   | ストリートファイターII | ヤバイTシャツ屋さん（こやまたくや・しばたありぼぼ・もりもりもと） |                                                                        |
| 175 | 9月18日 | 1年ぶりに復活! 実況パワフルハンデマッチ! 後半戦                    | eBASEBALLパワフルプロ野球2020 | 尾関高文（ザ・ギース）、松尾陽介（ザブングル）、大川泰広、下山祐躍、菅原翔太 |                                                                        |
| 176 | 9月25日 | さよなら深夜枠! 初心者でも楽しめるFFXIV                            | ファイナルファンタジーXIV | バイク川崎バイク、ゆいP（おかずクラブ）、ヤマグチクエスト、木村魚拓、山田一成（いつもここから） |                                                                        |

### 2020年（全国ネット・プライムタイム時代）
| #   | 放送日   | 放送内容                                                | ゲーム | ゲスト | 備考 |
| --- | -------- | ------------------------------------------------------- | --- | --- | ---- |
| 177 | 10月3日  | 深夜の魂を忘れるな! テレビ芸人vs地下芸人頂上決戦        | 1-2-Switch | パンサー（尾形貴弘・菅良太郎）、向清太朗（天津）、ハチミツ二郎（東京ダイナマイト）、MCU（KICK THE CAN CREW）、ですよ。                             |      |
| 178 | 10月10日 | 浅草陸上2020                                            | 東京2020オリンピック The Official Video Game | ナイツ（塙宣之・土屋伸之）、山本高広、ビッグボーイズ（なべかずお・羽生愁平）、ふるさとコンビ（結城たかし・大空遊平）、おちもり（森佳樹・越智悠介） |      |
| 179 | 10月17日 | ゲーマーの異常な愛情                                    | NieR RepliCant エースコンバット5 ジ・アンサング・ウォー リネージュ やせちゃうよーげーむ | ナダル（コロコロチキチキペッパーズ）、ノブオ（ペンギンズ）、岩永圭吾（リップグリップ）、野田クリスタル（マヂカルラブリー）                         |      |
| 180 | 10月24日 | VSクイズ王 最強しりとり対決                             | 限界しりとりMobile | 竹俣紅、宮戸洋行（GAG）、篠宮暁（オジンオズボーン）、キンタロー。、古川洋平                                                                        |      |
| 181 | 10月31日 | 芸人は仲が悪い方がカッコいい                            | ストレッチャーズ | フルーツポンチ、しずる、さらば青春の光、空気階段                                                                                                   |      |
| 182 | 11月7日  | これなら超簡単! 芸能史とセットで覚えるゲーム年表        | ファミリーコンピュータ SG-1000 セガサターン PlayStation 2 ニンテンドー ゲームキューブ ルイージマンション Xbox 鉄騎 PlayStation Portable モンスターハンター ポータブル スプラトゥーン2                    | 山田ルイ53世（髭男爵）、岐部昌幸、ノブオ（ペンギンズ）、猫背椿、マシンガンズ                                                                       |      |
| 183 | 11月14日 | これなら超簡単! 芸能史とセットで覚えるゲーム年表 後半戦 | Wii PlayStation 3 ドリームキャスト Wii U スプラトゥーン PlayStation 4 ニンテンドークラシックミニ ファミリーコンピュータ メガドライブミニ Nintendo Switch PlayStation 5                                   | 山田ルイ53世（髭男爵）、岐部昌幸、ノブオ（ペンギンズ）、猫背椿、慶、とにかく明るい安村、森下直人(ななまがり)                                       |      |
| 184 | 11月21日 | 第2回 ゲームダービー レディースマスターズ               | スーパー マリオパーティ | アンミカ、ゆきぽよ、サヘル・ローズ、加藤紗里、三四郎、ラブレターズ                                                                                 |      |
| 185 | 11月28日 | 爆弾解体大作戦 ザ・ジーニアス                           | Keep Talking and Nobody Explodes | ダイアン、ワタリ119、別府ともひこ（エイトブリッジ）、ロッシー（野性爆弾）                                                                          |      |
| 186 | 12月5日  | 時代を先取りしすぎた周辺機器                            | スーパーファミコンマウス マリオペイント アスキーグリップ ストリートファイターII タルコンガ ドンキーコングジャングルビート 鉄騎 ポップンミュージック アーケードスタイル コントローラ ポップンミュージック | ハリウッドザコシショウ、石田ニコル、板倉俊之（インパルス）、岐部昌幸                                                                               |      |
| 187 | 12月12日 | RIFUJIN FIGHTING FEDERATION                             | つっぱり大相撲 す〜ぱ〜ぷよぷよ通 スーパーマリオカート スーパーテニス ワールドサーキット ダブルドラゴン                                                                                                  | ドランクドラゴン（塚地武雅・鈴木拓）、アンガールズ（田中卓志・山根良顕）、はなしょー（杵渕はな・山田しょうこ）                                     |      |
| 188 | 12月19日 | 第2回 勝手にEVO2020                                     | ストリートファイターV ラストブロンクス -東京番外地- ブシドーブレード | 歌広場淳（ゴールデンボンバー）、髙橋ひかる、板橋ザンギエフ、ナウマン                                                                               |      |
| 189 | 12月26日 | 新たなキャスティングを考える会                          | | ハチミツ二郎（東京ダイナマイト） |      |

### 2021年（全国ネット・プライムタイム時代）
| #   | 放送日  | 放送内容                                 | ゲーム | ゲスト | 備考                                                      |
| --- | ------- | ---------------------------------------- | --- | --- | --------------------------------------------------------- |
| 190 | 1月9日  | 芸能界貧乏神電鉄                         | 桃太郎電鉄 〜昭和 平成 令和も定番!〜 | ニューヨーク、鬼越トマホーク | 「出没!アド街ック天国」のSP回放送に伴い30分遅れでの放送。 |
| 191 | 1月16日 | 第8世代準レギュラーオーディション        | マリオ&ソニック AT 東京2020オリンピック | しずる、金子学（うしろシティ）、岩崎う大（かもめんたる） |                                                           |
| 192 | 1月23日 | 帰ってきたリズム-1グランプリ             | ジャストダンス2020 | ひろせひろせ（フレンズ）、ナヲ（マキシマム ザ ホルモン）、サシャナゴン、きつね、ゆりやんレトリィバァ、8.6秒バズーカー                                                                                               |                                                           |
| 193 | 1月30日 | プレゼン オンエアバトル                  | 3年B組金八先生 伝説の教壇に立て! 天穂のサクナヒメ ラジアータ ストーリーズ                                                                                   | ハチミツ二郎（東京ダイナマイト）、タイムマシーン3号（山本浩司・関太）、ノブオ（ペンギンズ）、本田あやの（本田兄妹）、岩永圭吾（リップグリップ）、藤原丞（アンダーパー）央川跳惟、原田修佑（テレビ東京アナウンサー） |                                                           |
| 194 | 2月6日  | ザ・タイピング・オブ・ザ・デッド王選手権 | ザ・タイピング・オブ・ザ・デッド | ハリウッドザコシショウ、miri、野田クリスタル（マヂカルラブリー）、園山真希絵、矢部美穂、谷口光 |                                                           |
| 195 | 2月13日 | 新アシスタントオーディション             | ストリートファイターV | ハリウッドザコシショウ、金田哲（はんにゃ）、服部彩加、鈴木智有、Souu、AltoTanaka |                                                           |
| 196 | 2月20日 | 第2回芸能界貧乏列伝桃鉄                  | 桃太郎電鉄 〜昭和 平成 令和も定番!〜 | オズワルド、ウエストランド |                                                           |
| 197 | 2月27日 | 第2回芸能界貧乏列伝桃鉄 後半戦           | 桃太郎電鉄 〜昭和 平成 令和も定番!〜 | オズワルド、ウエストランド |                                                           |
| 198 | 3月6日  | 野田フレンドパークII                     | りんたろー。とワニの村 組体操合戦 寿司 | マヂカルラブリー、キュウソネコカミ（ヤマサキセイヤ・カワクボタクロウ・ソゴウタイスケ） |                                                           |
| 199 | 3月13日 | 野田フレンドパークII 後半戦              | あつまってくるファンにモルックを投げつけるさらば森田 | マヂカルラブリー、キュウソネコカミ（ヤマサキセイヤ・カワクボタクロウ・ソゴウタイスケ） |                                                           |
| 200 | 3月20日 | Game of The 4years                       | キャサリン・フルボディ Cave Story+ 洞窟物語 シドマイヤーズ シヴィライゼーションVI ドラゴンクエストライバルズ エース サマーレッスン：宮本ひかり コレクション | ハチミツ二郎（東京ダイナマイト）、ハリウッドザコシショウ、ノブオ（ペンギンズ）、岐部昌幸、野田クリスタル（マヂカルラブリー）、宮戸洋行（GAG）、田口尚平                                                             |                                                           |
| 201 | 3月27日 | 最終回スペシャル                         | ピクミン3 デラックス ファイナルファンタジーVII ぷよぷよテトリス2                                                                                            | ラブレターズ、ノブオ（ペンギンズ）、ハチミツ二郎（東京ダイナマイト）、田口尚平、ですよ。、大原がおり、園山真希絵 |                                                           |

### 2021年〜（配信時代）
| # | 配信日         | 配信内容                                                                       | ゲーム | ゲスト | 備考 |
| - | -------------- | ------------------------------------------------------------------------------ | --- | --- | ---- |
| 1 | 2021年4月24日  | HP1 第1回 たぶん見てらんない企画墓場                                           | Fall Guys: Ultimate Knockout Rance X -決戦- 牝教師4 〜穢された教壇〜                                        | 相田周二（三四郎）、オズワルド、ですよ。、326、松崎克俊（元やさしい雨）、岩永圭吾（リップグリップ）                                                                                    |      |
| 2 | 2021年5月22日  | HP1 第2回 P1層のP1層によるP1層のためのゲーム＆クイズショーわいわいP1ワールド！ | 牝教師4 最終痴漢電車シリーズ Fall Guys: Ultimate Knockout スーパー野田ゲーPARTY                             | 相田周二（三四郎）、さらば青春の光、松崎克俊（元やさしい雨）、ハリウッドザコシショウ、ハチミツ二郎（東京ダイナマイト）                                                                 |      |
| 3 | 2021年6月26日  | HP1 第3回 第6世代芸人セーフティネット                                          | OneShot | 相田周二（三四郎）、永野、ラブレターズ、ペンギンズ、三拍子、ぐりんぴーす、しずる |      |
| 4 | 2021年9月4日   | 勇者ああああHP1 RIFUJIN 秋の新架空新番組対抗戦スペシャル                       | 限界しりとり 完全爆弾解除マニュアル:Keep Talking and Nobody Explodes スーパーボンバーマン R                 | 矢野正樹(ガリベンズ矢野)、相田周二（三四郎）、SJ(GAG)、福井俊太郎(GAG)、ひろゆき(元GAG)、阿諏訪泰義(うしろシティ)、溜口佑太朗（ラブレターズ)、塚本直毅(ラブレターズ)、むらせ、元木敦士 |      |
| 5 | 2021年12月12日 | 真面目な勇者ああああ                                                           | スーパー野田ゲーPARTY Blade Strangers ブシドーブレード ファイヤープロレスリングワールド moon シャドウエッグ | 相田周二（三四郎）、chelmico、板橋ザンギエフ、ナウマン、田口尚平、木村祥朗、ノブオ（ペンギンズ）、ヤマグチクエスト、岩永圭吾（リップグリップ）、こまつ                                 |      |

## 企画内容
ミスれば連帯責任 コマンド危機一髪
参加者全員が必殺技などのコマンド入力や、ミッションなどをミスすることなくクリアする企画。誰かが入力ミスをした時点で、連帯責任として全員にビリビリ電流の罰ゲームが与えられる。
にわかゲーマー一斉摘発 芸能界ゲーム風紀委員
たいしてゲームが好きでもないのに「ゲーム好き」を公言して、仕事を増やそうと目論んでいるアイドルやタレントを、番組オーディションという名目で呼び出し、本当にゲームが好きか、面接形式で徹底的に追及する企画。
- 電車でGO!!リリース記念特別企画 芸能界鉄道風紀委員

『芸能界ゲーム風紀委員』の派生企画。鉄道好き、いわゆる「鉄オタ」を公言するアイドルやタレントを、番組オーディションという名目で呼び出し、本当に鉄道が好きか、鉄道大好き芸人のダーリンハニー・吉川を委員長に迎え、徹底的に追及する企画。
その道のプロゲーマー
「その道のプロ」が「その道のテクニック」を駆使してゲームに挑戦する企画。
ワンコンタッグマッチ
コントローラーを持つ人が目隠し、もう1人が司令塔となり、声の指示のみでミッションクリアを目指すという、ゲームを通してコンビ仲の良さをアピールする企画。敗者には、より仲良くなってもらうための「仲良し向上プログラム」（罰ゲーム）を受けてもらう。
世界一豪華なゲーム実況
大物有名人（に扮するものまね芸人）が、ゲームをプレイしたらどうなるのかを検証するゲーム実況企画。
ゲーム芸人公開オーディション
今後番組で活躍してくれそうなゲーム愛に溢れた芸人を発掘するコーナー。内容は漫才、コント、モノマネ、一発芸など、ゲームに絡んだネタであればなんでもよい。 番組ホームページで募集も行っている。
ゲーマーの異常な愛情
ゲーム愛だけは誰にも負けないという芸人が、人生で最高の一本を紹介する企画。ヤマグチクエストやノブオ（ペンギンズ）、田口尚平（テレビ東京アナウンサー）がプレゼン力の高さを評価されている。
クイズ クロスフェード
新旧ハードの微妙な移行期間にリリースされたソフトに注目するクイズ企画。6本のソフトの発売日を特定されたハード（スーパーファミコン・NINTENDO 64・PlayStation 2など）の発売前と後に仕分けていく。実際にソフトをプレイして、それぞれ何本ずつあるかも推理しなければいけない。
後継ハードのないドリームキャストを扱った回では「クイズ フェードアウト」という企画名となり、製造中止発表の前と後を仕分けた。
ハリウッドザコシショウはゲーム知識の豊富さと高い正解率から、このコーナーのスーパーエースとしてレギュラー出演している。その際に必ずと言ってもいい程自身の持ちネタである「誇張し過ぎたモノマネシリーズ」や、ゲーム番組であることからゲームの主人公や敵キャラなどの細かい動きモノマネを披露するのがお約束。
女の子と楽しくゲームしよう選手権
ゲームがテーマの恋愛ドラマで胸キュンさせる企画。
ドキュメント女のゲーム自慢
女性ゲーマーの波乱万丈な人生を紐解き、その中で培ったゲームの腕前を存分に披露してもらう企画。
RIFUJIN FIGHTING FEDERATION
原点に立ち返り、純粋にゲーム対決を楽しむシンプルな企画。敗者には、本気にならざるを得ない理不尽な罰を受けてもらう。
企画タイトルは『RIZIN FIGHTING FEDERATION』をモジっている。
- RIFUJIN FIGHTING FEDERATION 〜ロケの陣〜

『RIFUJIN』のロケ版。平子チームと酒井チームに分かれ、自分達の代わりにゲーム対決をしてくれる人を街でナンパして集める代理戦争企画。負けたチームのリーダー（平子・酒井）には、通常版同様に理不尽な罰を受けてもらう。
| 回       | 放送日         | 対戦ゲーム                                                                                              | 敗者                                                                              | 罰 |
| -------- | -------------- | --- | --------------------------------------------------------------------------------- | --- |
| 1        | 2017年9月29日  | スーパーボンバーマン R                                                                                  | 塚本直毅（ラブレターズ）                                                          | 独り言拡散の刑（スタッフが考えた痛いツイートをSNSに投稿する）                                                           |
| 2        | 2017年11月10日 | マリオパーティ10「ミニゲーム」                                                                          | 西堀亮（マシンガンズ）                                                            | ミサンガの刑（ミサンガが切れるまで付け続ける） 自白強要の刑（電話で母親に経験人数の確認をする）                         |
| 3        | 2017年11月17日 | マリオカート8 デラックス「ふうせんバトル」                                                              | 溜口佑太朗（ラブレターズ）                                                        | 自白強要の刑（電話で父親に経験人数の確認をする）                                                                        |
| 4        | 2017年12月8日  | スーパーワギャンランド2「しりとり」                                                                     | 平子祐希（アルコ＆ピース）                                                        | 番組ステッカー1枚1万円でお買い上げの刑                                                                                  |
| 5        | 2018年1月5日   | マリオパーティ10「ミニゲーム」                                                                          | 平子祐希（アルコ＆ピース）                                                        | 番組ステッカー1枚1万円でお買い上げの刑                                                                                  |
| ロケの陣 | 2018年2月2日   | スーパーワギャンランド2「しりとり」                                                                     | ※平子チームが敗北したが、ゲーム対決が予想外に盛り上がり罰をすっ飛ばしてしまった。 | ※平子チームが敗北したが、ゲーム対決が予想外に盛り上がり罰をすっ飛ばしてしまった。                                       |
| ロケの陣 | 2018年2月9日   | 星のカービィ スーパーデラックス「刹那の見斬り」                                                         | 平子祐希（アルコ&ピース）                                                         | 自宅緑化の刑（大きい観葉植物を家まで持ち帰る）                                                                          |
| 6        | 2018年2月16日  | スーパーボンバーマン R                                                                                  | タケタリーノ山口（瞬間メタル）                                                    | 男のユニフォーム交換の刑（ADと履いてるパンツを交換する）                                                                |
| 7        | 2018年2月23日  | 1-2-Switch                                                                                              | パーパー                                                                          | ピエロで家まで帰ってみたの刑（ピエロの衣装とメイクで帰宅し、その様子を実況）                                            |
| 8        | 2018年4月20日  | 星のカービィ スーパーデラックス「かちわりメガトンパンチ」                                               | 平子祐希（アルコ&ピース）                                                         | 誠意って何かねの刑（大量のかぼちゃを持ち帰る）                                                                          |
| 9        | 2018年4月27日  | 星のカービィ スターアライズ「The アルティメットチョイス」                                               | 平子祐希（アルコ&ピース） ジャッキーちゃん                                        | 靴の中ぬるぬるの刑（今日履いてきた靴にローションをぶちこむ）                                                            |
| 10       | 2018年5月4日   | 1-2-Switch                                                                                              | 池田一真（しずる） 高佐一慈（ザ・ギース）                                         | 愛情いっぱいおにぎりの刑（高田馬場のアキラさん特製おにぎりを試食）                                                      |
| 11       | 2018年6月15日  | ポケモンスタジアム金銀「ミニゲーム」                                                                    | ザ・パンチ                                                                        | さわやか律子さんの刑（ボウリングの球とピンを持ち帰る）                                                                  |
| 12       | 2018年11月30日 | スーパーマリオパーティ                                                                                  | 村上純（しずる）                                                                  | 欲しくないけど重い荷物持ち帰りの刑（シチュー20人分の材料を持ち帰る）                                                    |
| 12       | 2018年12月7日  | スーパーマリオパーティ                                                                                  | 村上純（しずる）                                                                  | 欲しくないけど重い荷物持ち帰りの刑（シチュー20人分の材料を持ち帰る）                                                    |
| 13       | 2019年6月28日  | Cuphead                                                                                                 | さらば青春の光                                                                    | 恥ずかしい着ぐるみで次の現場まで行ってもらう                                                                            |
| 14       | 2019年9月20日  | スーパーマリオメーカー2                                                                                 | さすらいラビー                                                                    | SNSのアイコン メントスコーラの刑                                                                                        |
| 15       | 2019年12月27日 | スーパーマリオパーティ                                                                                  | 溜口佑太朗（ラブレターズ）                                                        | 酒井と氷口移しの刑 |
| 16       | 2020年2月14日  | ニッポンマラソン Muse Dash INVERSUS Deluxe                                                              | 青春高校3年C組                                                                    | 誠意って何かねの刑（デカいかぼちゃを持ち帰る）                                                                          |
| 17       | 2020年3月20日  | マリオ&ソニック AT 東京2020オリンピック                                                                 | アルコ&ピース                                                                     | ニッポン応援ミサンガの刑（ミサンガを東京オリンピック開催期間中ずっと装着）                                              |
| 17       | 2020年3月27日  | マリオ&ソニック AT 東京2020オリンピック                                                                 | アルコ&ピース                                                                     | ニッポン応援ミサンガの刑（ミサンガを東京オリンピック開催期間中ずっと装着）                                              |
| 18       | 2020年5月15日  | ことばのパズル もじぴったんアンコール                                                                   | 第一試合：空気階段                                                                | 一発引っ叩いてやりたい芸能人発表の刑                                                                                    |
| 18       | 2020年5月22日  | ことばのパズル もじぴったんアンコール                                                                   | 第二試合：シソンヌ                                                                | 全力大声エロ詩吟の刑 |
| 18       | 2020年5月22日  | ことばのパズル もじぴったんアンコール                                                                   | 第三試合：平子祐希（アルコ＆ピース）                                              | 全力大声エロ詩吟の刑 |
| 19       | 2020年7月3日   | つっぱり大相撲 ラッシング・ビート乱 複製都市 VS.エキサイトバイク す〜ぱ〜ぷよぷよ通                     | フルーツポンチ                                                                    | コンビで激苦センブリ茶を飲む                                                                                            |
| 19       | 2020年7月10日  | つっぱり大相撲 ラッシング・ビート乱 複製都市 VS.エキサイトバイク す〜ぱ〜ぷよぷよ通                     | フルーツポンチ                                                                    | コンビで激苦センブリ茶を飲む                                                                                            |
| 20       | 2020年12月12日 | つっぱり大相撲 す〜ぱ〜ぷよぷよ通 スーパーマリオカート スーパーテニス ワールドサーキット ダブルドラゴン | はなしょー                                                                        | 8Mileの刑（エミネムのポスターを持ち帰って家に飾る） & 平子信者の刑（平子の著書『今夜も嫁を口説こうか』の書評をSNSにUP） |

VSプロゲーマー これなら一勝できる!
ゲームど素人がプロゲーマー相手でも勝てるゲームを探す企画。プロゲーマーが最も得意なジャンル（格闘ゲーム・スポーツゲームなど）のゲームを使ってガチで対戦するが、対戦ソフトはそのプロゲーマーが普段練習していないものばかりを用意。これを片っ端からやっていけば、ゲームど素人でもどこかで一勝くらい出来るのでは？を検証する。
ゲームガンジー選手権
平和の象徴的存在・ガンジーのスピリットを受け継いだピースフルな企画。ゲームガンジー（アルコ&ピースとゲスト芸人）には番組が用意したあるゲームのミッションに順番に挑戦してもらう。ただし、非暴力の精神に則ってゲーム内に登場する敵キャラへの攻撃は一切禁止で避けたり逃げたりして徹底的に無抵抗主義を貫かなければならない。
リズム-1グランプリ
リズムネタを得意とする芸人が参戦し、ネタ披露による審査結果と音楽ゲーム（ストーリア階下のタイトーステーション 池袋西口店でプレイ）の合計点を競う。クールポコ。は旧コンビ名の「サシャナゴン」名義で毎回出演していた。

## P1層
2017年7月28日放送のコマンド危機一髪において、本番組のF1層の視聴率が0を記録したことが発表された。それを受けてか2017年11月3日放送のクイズクロスフェードにおいて、ハチミツ二郎が「俺らはF1層の支持はないかも知れないけど、P1層っていうパチンコ屋に行ってるような奴には人気がある」と発言。ハチミツ二郎の造語ながらも番組内で定着し、2018年8月10日の放送回ではP1層を意識した企画「輝け!メダル王への道」が放送された。また、本番組のファン自らもP1層を自称することが多い。

## 番組イベント
「勇者ああああ サウンドテスト ～ゲーマーの異常なコンサート～」（2022年6月19日、全2公演、会場：東京・LINE CUBE SHIBUYA）
プロオーケストラ「新日本BGMフィルハーモニー管弦楽団」を迎え、番組がこれまでに生み出してきた笑いとゲーム音楽を融合させた内容を届けた。またこの公演のダイジェスト版が、7月3日(2日深夜)・10日(9日深夜)の2:15-2:40に放送された。

### 出演者
昼公演
アルコ&ピース、相田周二（三四郎）、田口尚平、ハチミツ二郎（東京ダイナマイト）、ノブオ（ペンギンズ）、こまつ、マヂカルラブリー、いつもここから、東ブクロ（さらば青春の光）、佐藤満春（どきどきキャンプ）、ビックスモールン、永野、新日本BGMフィルハーモニー管弦楽団、松崎克俊、モダンタイムス、ですよ。
夜公演
アルコ&ピース、三四郎、田口尚平、ハチミツ二郎（東京ダイナマイト）、ノブオ（ペンギンズ）、こまつ、ラブレターズ、ハリウッドザコシショウ、お見送り芸人しんいち、新日本BGMフィルハーモニー管弦楽団、Mr.ドーナツ伝説 咳暁夫、ガリベンズ矢野、あぁ〜しらき、ですよ。

## ネット局と放送時間
深夜時代
| 放送対象地域   | 放送局                | 系列           | 放送日時                     | 放送開始日    | 備考              |
| -------------- | --------------------- | -------------- | ---------------------------- | ------------- | ----------------- |
| 関東広域圏     | テレビ東京（TX）      | テレビ東京系列 | 金曜 1:35 - 2:05（木曜深夜） | 2017年4月7日  | 製作局[注 20]     |
| 愛知県         | テレビ愛知（TVA）     | テレビ東京系列 | 金曜 1:35 - 2:05（木曜深夜） | 2017年4月10日 | 同時ネット[注 21] |
| 大阪府         | テレビ大阪（TVO）     | テレビ東京系列 | 火曜 1:35 - 2:05（月曜深夜） | 2017年4月10日 | 遅れネット[注 22] |
| 北海道         | テレビ北海道（TVh）   | テレビ東京系列 | 水曜 2:05 - 2:35（木曜深夜） | 2017年4月10日 | 遅れネット[注 22] |
| 福岡県         | TVQ九州放送（TVQ）    | テレビ東京系列 | 水曜 2:05 - 2:35（火曜深夜） | 2017年4月11日 | 遅れネット[注 22] |
| 岡山県・香川県 | テレビせとうち（TSC） | テレビ東京系列 | 木曜 1:40 - 2:10（水曜深夜） | 2017年4月12日 | 遅れネット[注 22] |
全国ネット・プライムタイム時代
| 放送対象地域   | 放送局                | 系列           | 放送日時           | 放送開始日    | 備考       |
| -------------- | --------------------- | -------------- | ------------------ | ------------- | ---------- |
| 関東広域圏     | テレビ東京（TX）      | テレビ東京系列 | 土曜 22:30 - 23:00 | 2020年10月3日 | 製作局     |
| 北海道         | テレビ北海道（TVh）   | テレビ東京系列 | 土曜 22:30 - 23:00 | 2020年10月3日 | 同時ネット |
| 愛知県         | テレビ愛知（TVA）     | テレビ東京系列 | 土曜 22:30 - 23:00 | 2020年10月3日 | 同時ネット |
| 大阪府         | テレビ大阪（TVO）     | テレビ東京系列 | 土曜 22:30 - 23:00 | 2020年10月3日 | 同時ネット |
| 岡山県・香川県 | テレビせとうち（TSC） | テレビ東京系列 | 土曜 22:30 - 23:00 | 2020年10月3日 | 同時ネット |
| 福岡県         | TVQ九州放送（TVQ）    | テレビ東京系列 | 土曜 22:30 - 23:00 | 2020年10月3日 | 同時ネット |

## 歴代エンディングテーマ
※プライムタイム移動に伴い、ヤバイTシャツ屋さんの「あつまれ！パーティーピーポー」に固定。

### 2017年（ED）
- 6月度：「buh-bye」 ／ROZE（arck production）
- 7月度 - 9月度：「うんめー」 ／ゆるめるモ!（You'll Records）
- 10月度：「チャーハンたべたい」／挫・人間（redrec/sputniklab.inc）
- 11月度 - 12月度：「14秒後にKISSして♡」／田村ゆかり（Cana aria）

### 2018年（ED）
- 1月度：「アイマイベイビ」／spoon+（Village Vanguard Music/FORES TRAX）
- 2月度：「君にしか導けない方程式」／式紗彩（BANZAI RECORDS）
- 3月度：「声」／majiko（UNIVERSAL MUSIC JAPAN）
- 4月度：「新次元航路」／イヤホンズ（キングレコード）
- 5月度：「まだ誰も知らない明日へ」／ピュアリーモンスター（Stand-Up! Records）
- 6月度：「カニカニカーニバル」／ジャックケイパー（Riostar Records）
- 7月度：「虹霓」／NoisyCell（バップ）
- 8月度：「Shining Memory」／立花理香（ロッカンミュージック）
- 9月度：「宇宙人だ」／みのりほのか（harvest records/IZUMI PROMOTION）
- 10月度：「sorrow joker」／Octaviagrace（FORES TRAX）
- 11月度：「恋の奴隷」／挫・人間（redrec/sputniklab.inc）
- 12月度：「BlueTransparency」／EGR{えぐる}(Valkyrja Records)[注 23]

### 2019年（ED）
- 1月度：「キューピッド」／天空音パレード（VANGUARD）
- 2月度：「声」／ピースストーン（STONE Project/OSECHI RECORDS）
- 3月度：「Distance」／SUPER FANTASY（Valkyrja Records）
- 4月度：「未来へ」／Cloque.（VAP）[注 24]
- 5月度：「未来特急Am!」／Am!station（Valkyrja Records）
- 6月度：「Without You〜あなたがいない世界〜」／Marvelous×Marble (Lalami、雨情華月、倉坂くるる)（ジャングルランド）
- 7月度：「The LIFE」／楠田亜衣奈（VAP）
- 8月度：「踊り子」／中村ピアノ（ROSE CREATE）
- 9月度：「アイスクリーム!!」／中村ピアノ（ROSE CREATE）
- 10月度：「ロックン・ロール」／東京初期衝動（チェリーヴァージンレコード）
- 11月度前半：「Forever Summer」／Czecho No Republic（murffin discs/mini muff records）
- 11月度後半：「Hi Ho」／Czecho No Republic（murffin discs/mini muff records）[注 25]
- 12月度：「MASQUERADE」／アイドルカレッジ（TARO☆Records）

### 2020年（ED）
- 1月度：「愛をクダサイ」／PRIZMAX（STARDUST RECORDS）
- 2月度：「Radiant」／Octaviagrace（FORES TRAX）
- 3月度：「Youthless」／HelloYouth（IQP RECORDS）
- 4月度：「Beautiful」／FOUR GET ME A NOTS（KOGA RECORDS）
- 5月度：「パラダイス☆パラダイム」／カラフルパレット（CIMS Muisc Entertainment）
- 6月度：「FAKE LOVE」／eill（SPACE SHOWER MUSIC）[注 26]
- 7月度：「夏空」／アイビーカラー（TONIGHT RECORDS）
- 8月度：「MELODY」／THE SKIPPERS（PINE’S APOLLO）[注 27]
- 9月度：「無敵のIDOL」／めろん畑a go go（GOLLIPOP RECORD）[注 28]

### 勇者ああああ HP1テーマソング
- 「Want You Back」／ビッケブランカ（avex trax）

## スタッフ
- ナレーション：相田周二（三四郎）
- 構成：川上テッペイ、岐部昌幸、福田卓也
- カメラ：矢田部修
- 音声：小笹直樹
- 美術：羽田一成
- タイトル：株式会社マウンテングラフィックス
- 編集：松村佳明、菅原考弘、村本直矢、飯村亜美、杉山久訓、坂井萌
- MA：皆本昴、村尾博一、岡崎穣、田村佑資、大脇唯矢、坪井翔太
- 音効：小田切暁
- 技術協力：fmt、ジーリンクスタジオ（表記なし）
- 美術協力：ジーケン・アート
- 協力：STORIA
- AP：田辺夏子、長瀬雅和（長瀬→2020年10月3日-）
- AD：長岡優太、鈴木雄登
- デスク：出家李紅
- 宣伝：林拓真（2020年10月3日-）
- ディレクター：水口健司、高井翔太朗、安部聖之（安部→一時離脱→復帰）、柚木雅博、岡千尋
- プロデューサー：森本泰介（2020年10月10日-）、美濃部遥香（シオプロ）
- 演出・プロデューサー：板川侑右
- チーフプロデューサー：伊藤隆行（2020年10月3日-）
- 制作協力：シオプロ
- 製作著作：テレビ東京

### 過去のスタッフ
- カメラ：金子徹
- 編集：横井勇太
- MA：吉田章太
- 音効：浅井孟義(NAP)
- 技術協力：麻布プラザ（表記なし）
- AD：岡田直美、榎本香里、石井寿樹、坂元奎太、大月幸菜、鞠子千晶、北川豪太
- ディレクター：西山英雄、馬庭広明、岩野直人、武藤勇次
- プランニングマネージャー：和田慎之介